# Bầu cử tổng thống Hoa Kỳ 1864
Cuộc bầu cử tổng thống Hoa Kỳ năm 1864 là cuộc bầu cử tổng thống bốn năm một lần lần thứ 20, được tổ chức vào thứ Ba, ngày 8 tháng 11 năm 1864. Diễn ra vào lúc Nội chiến Hoa Kỳ sắp kết thúc, Tổng thống đương nhiệm Abraham Lincoln của Đảng Liên minh Quốc gia đã dễ dàng đánh bại ứng cử viên Đảng Dân chủ, cựu Tướng George B. McClellan, với số phiếu cách biệt 212–21 trong đại cử tri đoàn, với 55% phiếu bầu phổ thông. Trước cuộc bầu cử, Đảng Cộng hòa và một số Đảng viên Dân chủ đã thành lập Đảng Liên minh Quốc gia, đặc biệt là để thu hút Đảng viên Đảng Dân chủ chủ chiến.
Bất chấp một số phản đối trong nội bộ đảng từ Salmon Chase và Đảng Cộng hòa Cấp tiến, Lincoln đã giành được đề cử của đảng mình tại Đại hội toàn quốc Đảng Liên minh Quốc gia năm 1864. Thay vì tái đề cử Phó Tổng thống đương nhiệm Hannibal Hamlin, đại hội đã chọn Andrew Johnson từ Tennessee, một Đảng viên Đảng Dân chủ chủ chiến, làm đồng tranh cử với Lincoln. John C. Frémont tranh cử với tư cách là ứng cử viên của Đảng Dân chủ Cấp tiến mới, đảng này đã chỉ trích Lincoln là quá ôn hòa trong vấn đề bình đẳng chủng tộc, nhưng Frémont đã rút khỏi cuộc đua vào tháng 9 và đảng mới đó đã giải thể. Đảng Dân chủ bị chia rẽ giữa các "Copperhead" (tức đảng viên chủ hòa, ủng hộ các giải pháp hòa bình ngay lập tức với Liên minh miền Nam), và đảng viên chủ chiến (ủng hộ chiến tranh). Đại hội toàn quốc Đảng Dân chủ năm 1864 đã đề cử McClellan, một đảng viên chủ chiến, nhưng lại thông qua cương lĩnh ủng hộ hòa bình với Liên minh miền Nam, mà McClellan đã bác bỏ. Liên minh miền Nam vẫn có khả năng tồn tại vào mùa hè năm 1864, thời điểm đề cử, nhưng rõ ràng đã chắc chắn sụp đổ vào ngày bầu cử tháng 11.
Bất chấp những lo ngại sớm về một thất bại, Lincoln đã giành được đa số phiếu phổ thông và đại cử tri, một phần là kết quả của những chiến thắng gần đây của Liên bang trong Trận Atlanta. Khi Nội chiến vẫn đang diễn ra, không có phiếu đại cử tri nào được tính từ bất kỳ bang nào trong số mười một bang miền nam đã gia nhập Liên minh miền Nam Hoa Kỳ. Việc Lincoln tái đắc cử đảm bảo rằng ông sẽ tại vị cho đến thời điểm kết thúc Nội chiến với chiến thắng cho Liên bang.
Chiến thắng của Lincoln khiến ông trở thành tổng thống đầu tiên tái đắc cử kể từ Andrew Jackson năm 1832, đồng thời là tổng thống miền Bắc đầu tiên từng tái đắc cử. Lincoln bị ám sát chưa đầy hai tháng sau khi nhậm chức nhiệm kỳ thứ hai của mình, và ông được kế nhiệm bởi Phó Tổng thống của mình, Andrew Johnson, người ủng hộ việc nhanh chóng khôi phục các tiểu bang ly khai tái gia nhập Liên bang hơn việc bảo vệ các nô lệ. Điều này dẫn đến xung đột với Quốc hội do Đảng Cộng hòa thống trị, đỉnh điểm là việc Hạ viện luận tội ông vào năm 1868. Ông được tha bổng tại Thượng viện với cách biệt chỉ một phiếu bầu.

## Bối cảnh
Cuộc bầu cử tổng thống năm 1864 diễn ra trong Nội chiến Hoa Kỳ. Theo Trung tâm Công vụ Miller, cuộc bầu cử rất đáng chú ý vì đã diễn ra, một hoạt động dân chủ chưa từng có giữa một cuộc nội chiến, vì thông thường, trong thời gian chiến tranh, các cuộc bầu cử sẽ bị đình chỉ hoặc tạm hoãn nhằm tập trung nhân lực cho chiến trường.
Một nhóm những người bất đồng chính kiến với Đảng Cộng hòa tự gọi mình là Đảng viên Cộng hòa Cấp tiến đã thành lập một đảng tên là Đảng Dân chủ Cấp tiến và đề cử John C. Frémont làm ứng cử viên tổng thống của họ. Frémont sau đó đã rút lui và ủng hộ Lincoln. Tại tiểu bang vùng biên, Đảng Dân chủ chủ chiến cùng với Đảng Cộng hòa thành lập Đảng Liên minh Quốc gia, với Lincoln là người đứng đầu. Đảng Liên minh Quốc gia là một tên tạm thời được sử dụng để thu hút các Đảng viên Đảng Dân chủ chủ chiến và những người ủng hộ Liên bang tại các bang vùng biên vốn không bỏ phiếu cho Đảng Cộng hòa. Nó đối đầu với Đảng Dân chủ thường, bao gồm cả Đảng viên Đảng Dân chủ chủ hòa.

## Đề cử
Các đại hội đề cử tổng thống năm 1864 của các đảng được liệt kê dưới đây theo thứ tự phổ thông đầu phiếu của đảng.

### Đề cử của Đảng Liên minh Quốc gia
| Đề cử của Đảng Liên minh Quốc gia năm 1864 |                                             |
| Abraham Lincoln                            | Andrew Johnson                              |
| cho Tổng thống                             | cho Phó Tổng thống                          |
|                                            |                                             |
| Tổng thống Hoa Kỳ thứ 16 (1861–1865)       | Thống đốc Quân sự của Tennessee (1862–1865) |

Các ứng cử viên Đảng Liên minh Quốc gia:
- Abraham Lincoln, Tổng thống Hoa Kỳ
- Ulysses S. Grant, Tư lệnh tác chiến từ Illinois

#### Thư viện ảnh các ứng cử viên tổng thống Đảng Liên minh Quốc gia

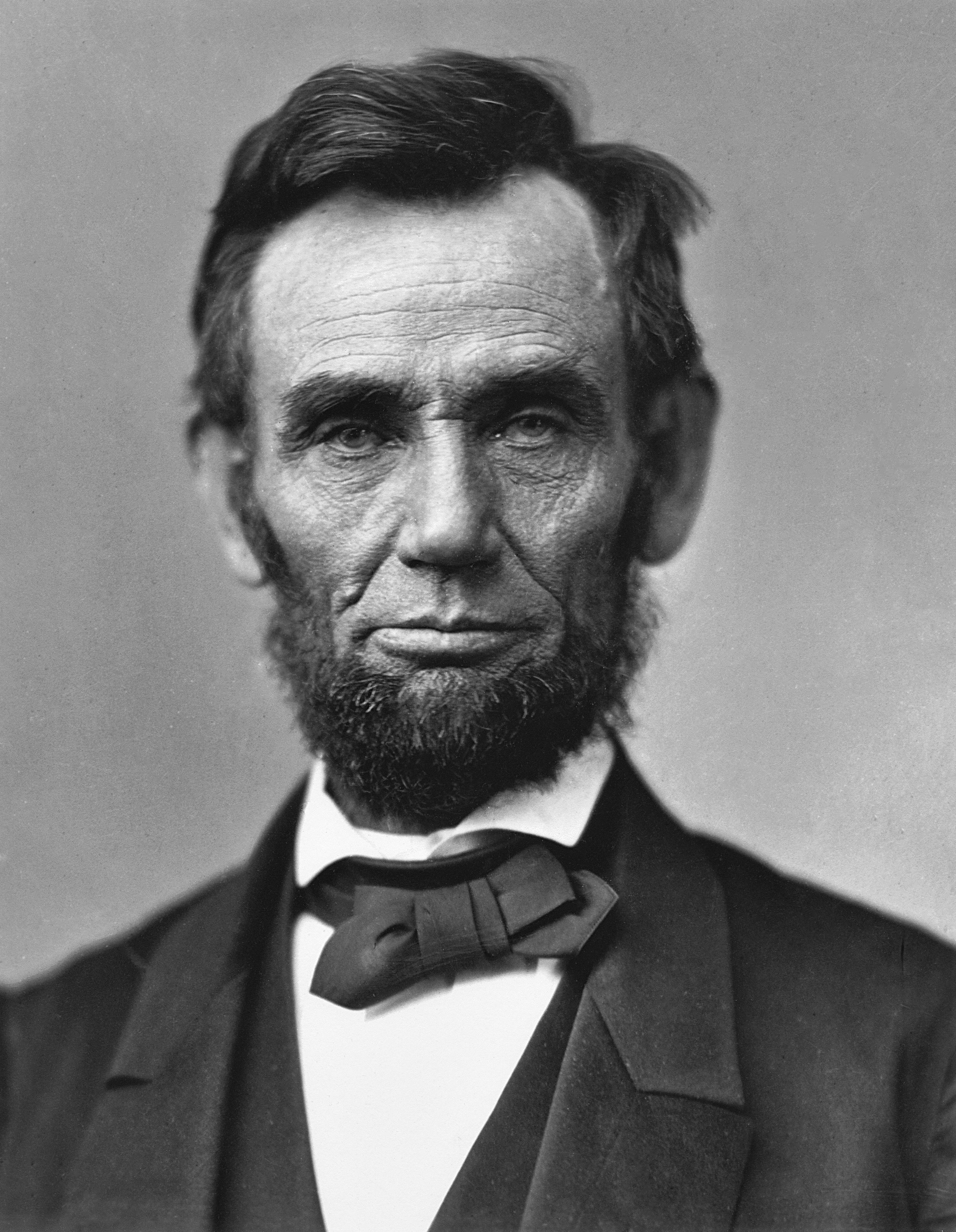
Tổng thống Abraham Lincoln

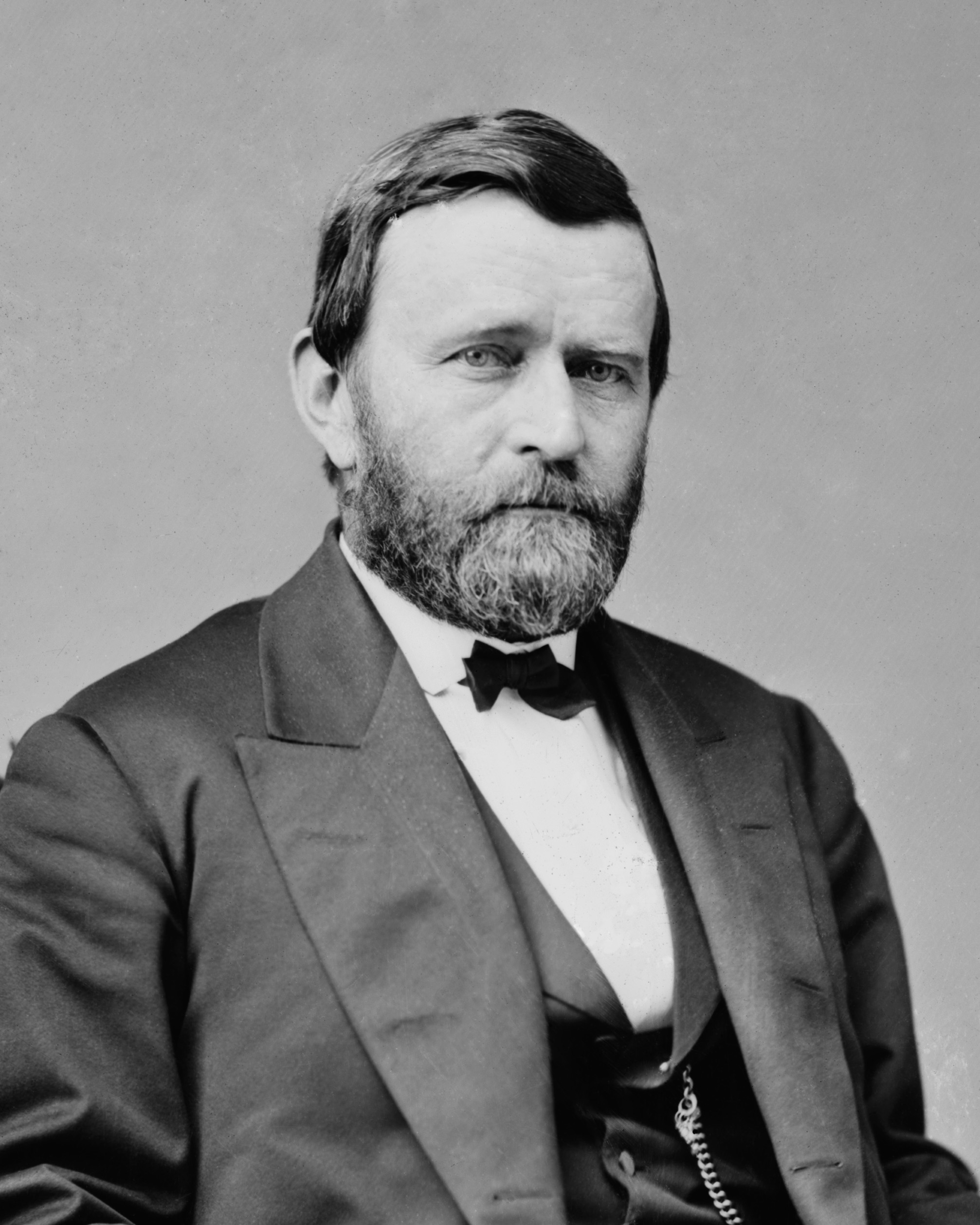
Tư lệnh Ulysses S. Grant từ Illinois

#### Thư viện ảnh các ứng cử viên phó tổng thống Đảng Liên minh Quốc gia

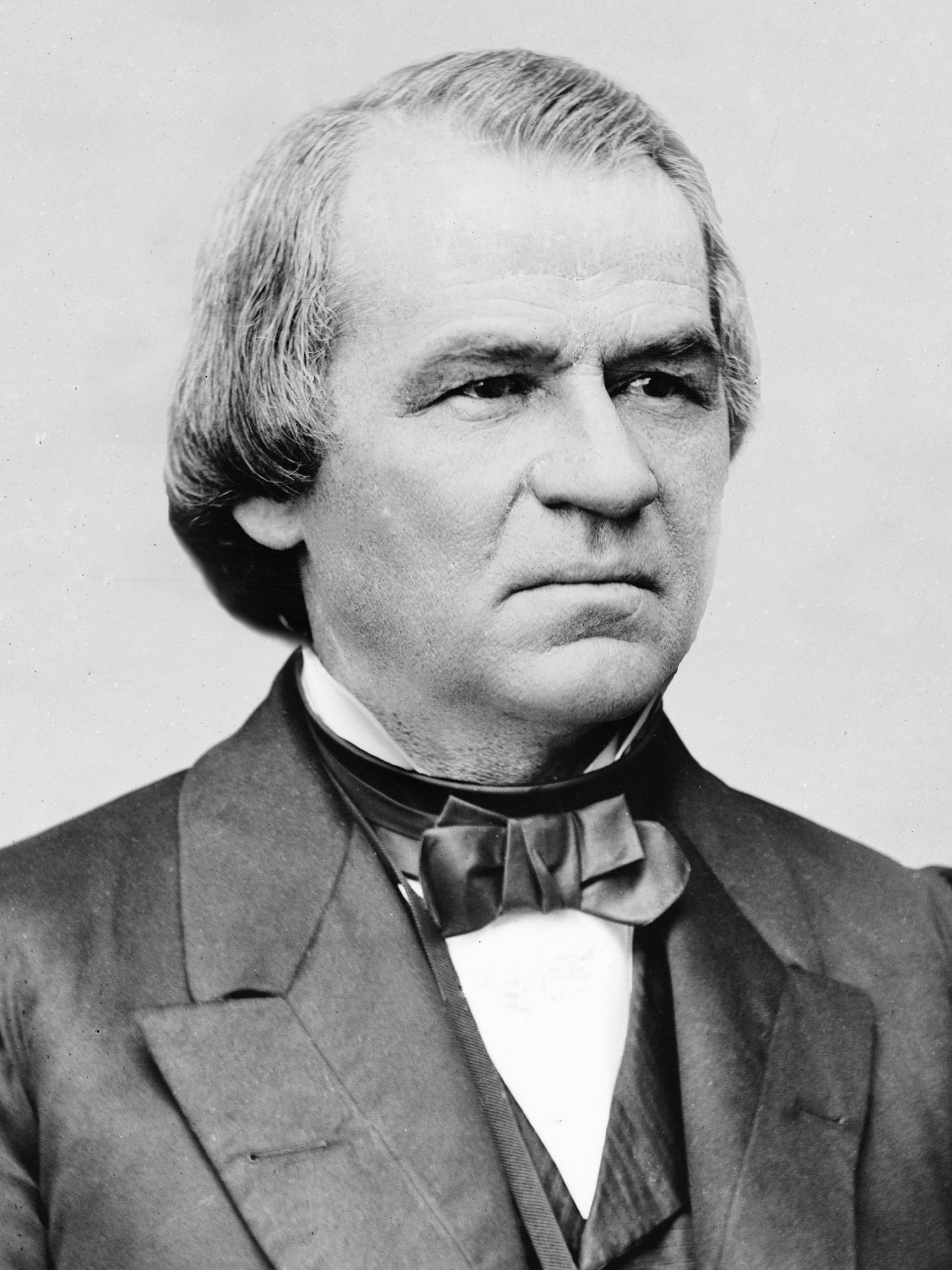
Cựu Thượng nghị sĩ Andrew Johnson từ Tennessee
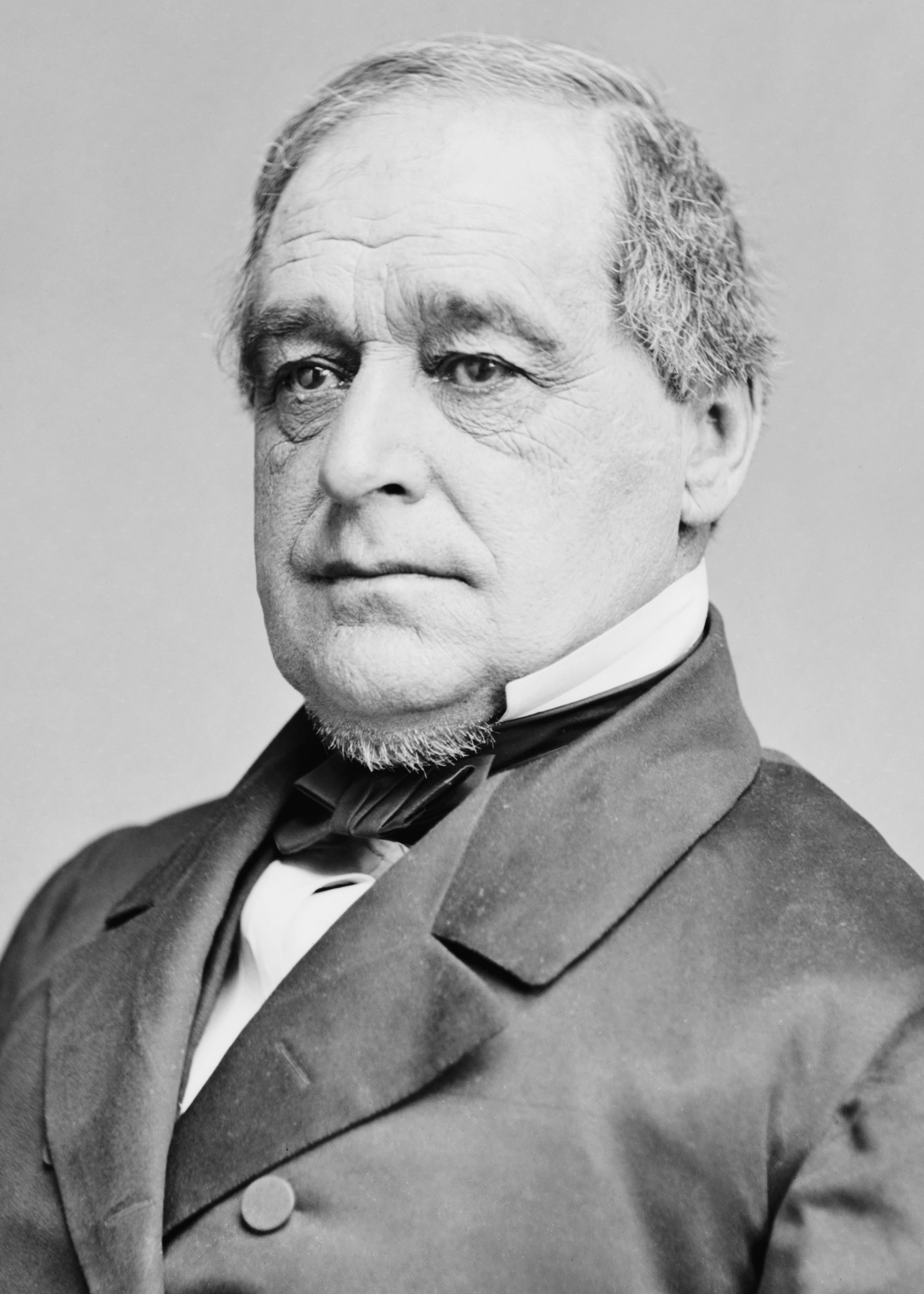
Phó Tổng thống Hannibal Hamlin từ Maine
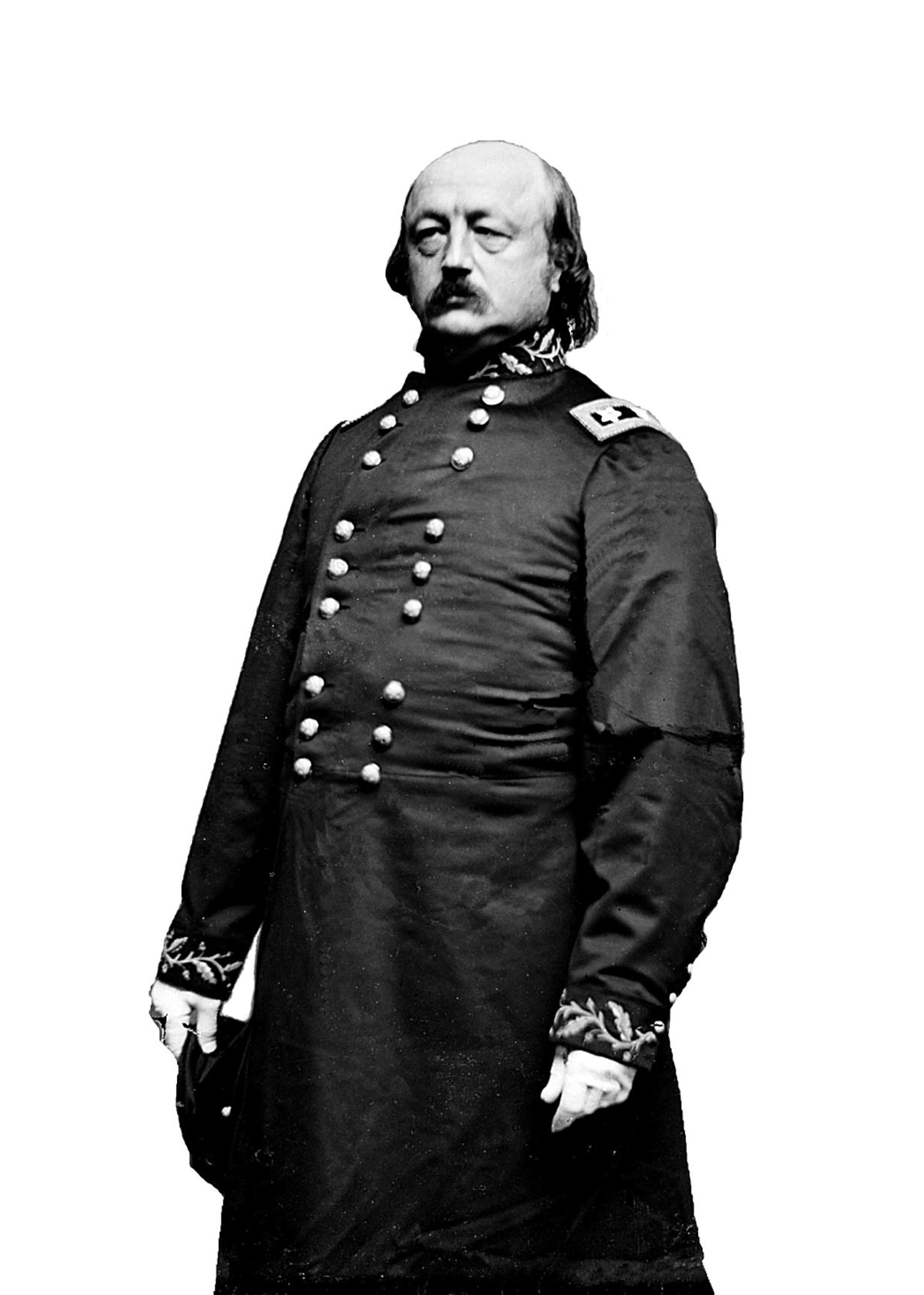
Thiếu tướng Benjamin Butler từ Massachusetts
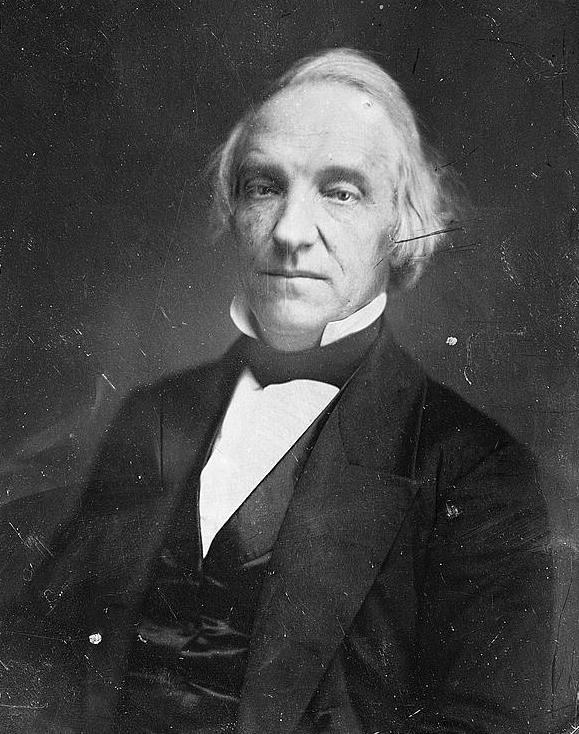
Cựu Thượng nghị sĩ Daniel Dickinson từ New York
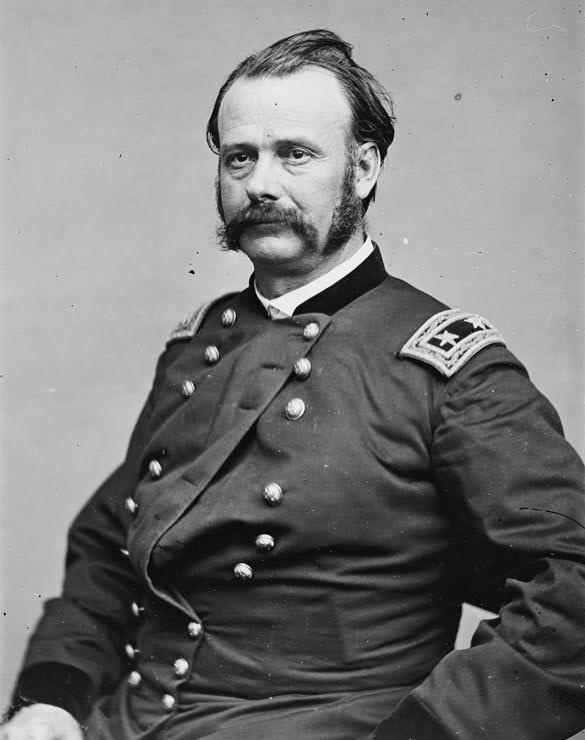
Thiếu tướng Lovell Rousseau từ Kentucky

#### Chia rẽ ban đầu trong nội bộ Đảng Cộng hòa
Khi Nội chiến tiến triển, các ý kiến chính trị trong Đảng Cộng hòa bắt đầu khác nhau. Thượng nghị sĩ Charles Sumner và Henry Wilson từ Massachusetts muốn Đảng Cộng hòa vận động sửa đổi hiến pháp để cấm chế độ nô lệ và đảm bảo quyền bình đẳng chủng tộc trước pháp luật. Ban đầu, không phải tất cả các đảng viên Cộng hòa miền bắc đều ủng hộ ý kiến này.
Các nhà lãnh đạo đảng Dân chủ hy vọng rằng các đảng viên Cộng hòa cấp tiến sẽ đè cử một liên minh tranh cử của riêng họ trong cuộc bầu cử. Tờ báo New York World, đặc biệt quan tâm đến việc chia rẽ Đảng Liên minh Quốc gia, đã đăng một loạt bài báo dự đoán rằng Đại hội Liên minh Quốc gia sẽ bị trì hoãn cho đến cuối năm 1864 để Frémont có thời gian tập hợp các đại biểu để giành được đề cử. Những người ủng hộ Frémont ở Thành phố New York đã thành lập một tờ báo có tên là New Nation và tuyên bố trong một trong những số báo ban đầu rằng Đại hội Liên minh Quốc gia là "phi thực tế". Tờ New York World cũng xuất bản nhiều thông tin sai lệch (được cho là do Samuel S. Cox viết) để làm hao mòn sự nổi tiếng của Lincoln.

#### Đảng Liên minh Quốc gia

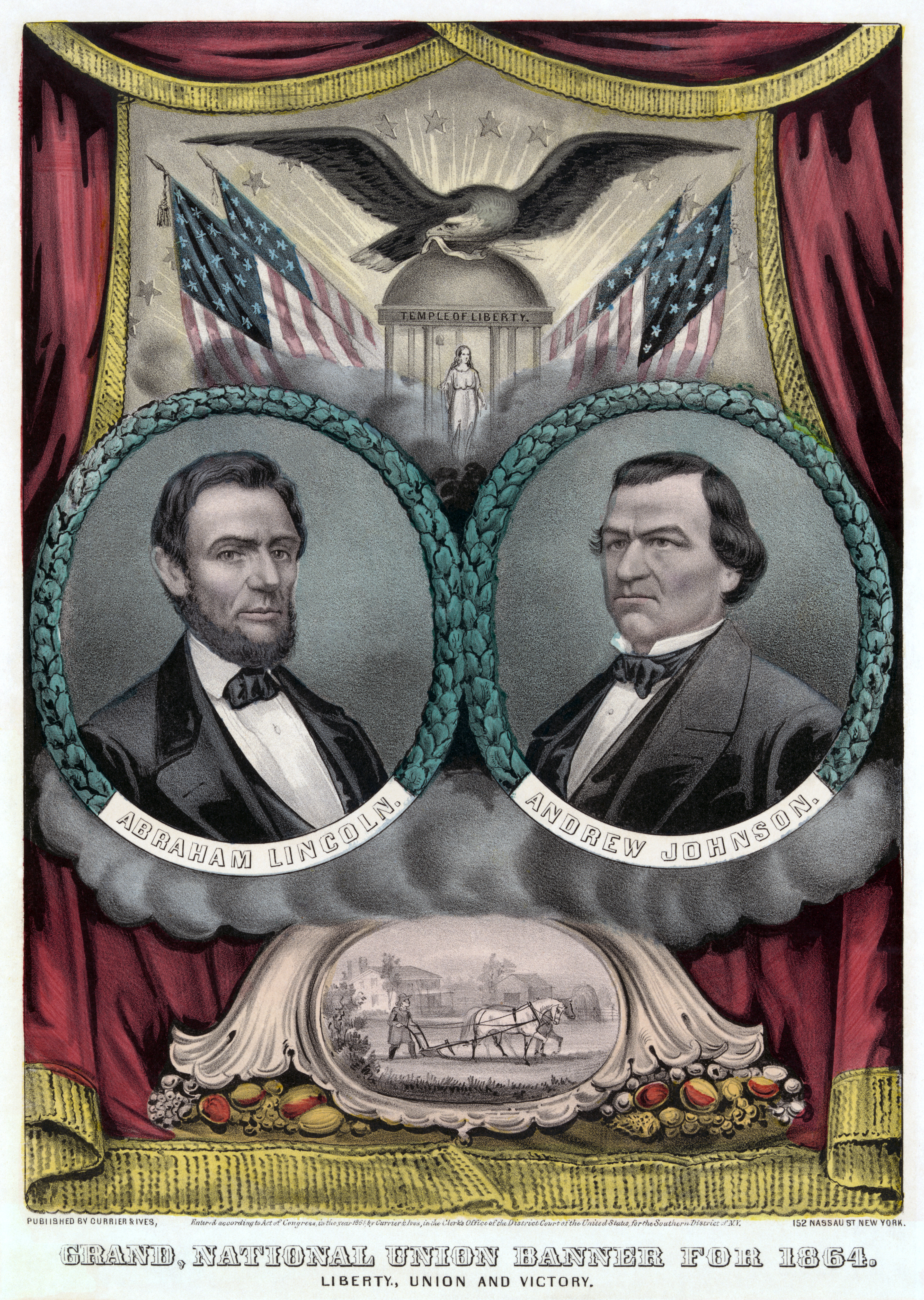
Áp phích chiến dịch của Lincoln và Johnson

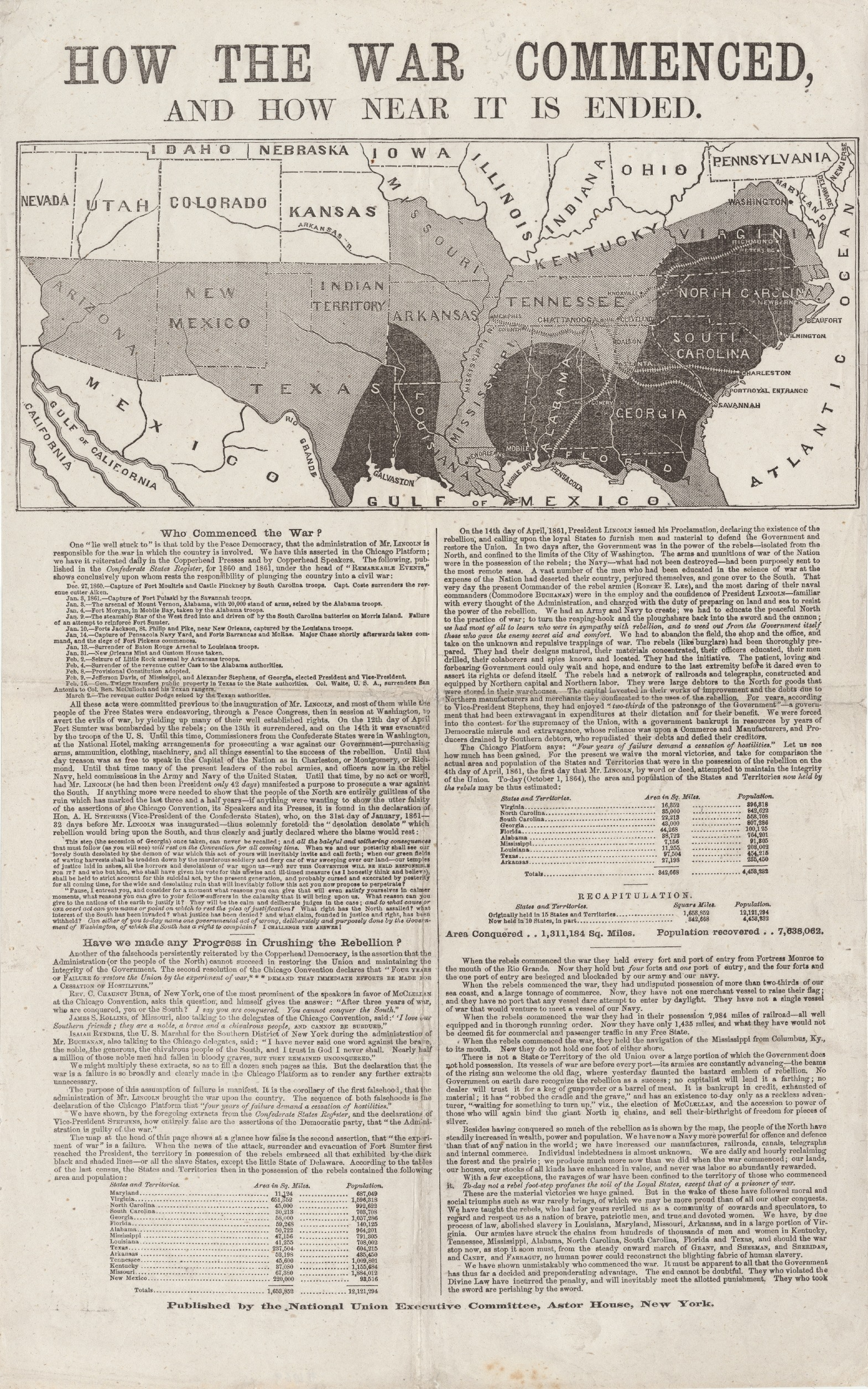
"Chiến tranh bắt đầu như thế nào và nó sắp kết thúc ra sao" do Ủy ban Điều hành Đảng Liên minh Quốc gia xuất bản.

Trước cuộc bầu cử, một số Đảng viên Đảng Dân chủ chủ chiến đã cùng với Đảng Cộng hòa để thành lập Đảng Liên minh Quốc gia. Với kết quả của cuộc Nội chiến vẫn còn đang bị nghi ngờ, một số nhà lãnh đạo chính trị, bao gồm Salmon P. Chase, Benjamin Wade, và Horace Greeley, đã phản đối tái đề cử Lincoln với lý do ông không thể giành chiến thắng cho Liên bang. Bản thân Chase đã trở thành ứng cử viên tích cực duy nhất phản đối Lincoln được tái đề cử, nhưng ông đã rút lui vào tháng 3 khi một loạt quan chức Đảng Cộng hòa, bao gồm một số người từ bang Ohio, những người mà chiến dịch tranh cử của Chase chắc chắn sẽ phụ thuộc vào, đã tán thành Lincoln được tái đề cử. Lincoln vẫn được lòng hầu hết các thành viên của Đảng Cộng hòa, và Đảng Liên minh Quốc gia đã đề cử ông cho nhiệm kỳ thứ hai làm tổng thống tại đại hội của họ ở Baltimore, Maryland từ ngày 7 đến ngày 8 tháng 6 năm 1864. Cương lĩnh của đảng bao gồm các mục tiêu sau: "theo đuổi chiến tranh, cho đến khi Liên minh miền Nam đầu hàng vô điều kiện; sửa đổi hiến pháp để bãi bỏ chế độ nô lệ; viện trợ cho các cựu binh Liên bang bị tàn tật; tiếp tục giữ vững sự trung lập ở châu Âu; thực thi Học thuyết Monroe; khuyến khích nhập cư; và xây dựng của một tuyến đường sắt xuyên lục địa." Nó cũng ca ngợi việc những người lính da đen tham chiến cũng như cách đối phó cuộc chiến của Lincoln.
Với việc Phó Tổng thống đương nhiệm Hannibal Hamlin vẫn thờ ơ với nhiệm kỳ thứ hai của mình, Andrew Johnson, cựu thượng nghị sĩ và hiện là thống đốc quân sự của Tennessee, được chọn làm Phó Tổng thống cho Lincoln. Ông từng là thống đốc bang Tennessee từ năm 1853 đến năm 1857 và được cơ quan lập pháp bang bầu vào Thượng viện năm 1857. Trong thời gian phục vụ tại quốc hội, ông đã tìm cách thông qua Dự luật Homestead được thông qua ngay sau khi ông rời Thượng viện vào năm 1862. Khi các bang nô lệ miền Nam, bao gồm cả Tennessee, ly khai, ông vẫn ủng hộ Liên bang. Ông là thượng nghị sĩ đương nhiệm duy nhất của một bang thuộc Liên minh miền Nam không từ chức khi hay tin bang của mình ly khai. Năm 1862, Lincoln bổ nhiệm ông làm thống đốc quân sự của Tennessee sau khi phần lớn nó đã được Liên bang tái chiếm từ tay Liên minh. Năm 1864, Johnson là một lựa chọn lý tưởng với tư cách là liên danh tranh cử với Lincoln, người muốn gửi thông điệp về sự đoàn kết dân tộc trong chiến dịch tái tranh cử của mình, đặc biệt là để đảm bảo số phiếu đại cử tri tại các bang vùng biên.
Những người khác từng được cân nhắc để đề cử bao gồm cựu Thượng nghị sĩ Daniel Dickinson, Thiếu tướng Benjamin Butler, Thiếu tướng William Rosecrans, Joseph Holt, và cựu Bộ trưởng Ngân khố kiêm Thượng nghị sĩ John Dix .

### Đề cử của Đảng Dân chủ
| Đề cử của Đảng Dân chủ năm 1864                 |                                                     |
| George B. McClellan                             | George H. Pendleton                                 |
| cho Tổng thống                                  | cho Phó Tổng thống                                  |
|                                                 |                                                     |
| Tướng tư lệnh Lục quân Hoa Kỳ thứ 4 (1861–1862) | Dân biểu Hoa Kỳ từ khu quốc hội 1, Ohio (1857–1865) |
| Chiến dịch                                      |                                                     |

Các ứng cử viên tổng thống của Đảng Dân chủ:
- George B. McClellan, Tướng tư lệnh từ New Jersey
- Thomas H. Seymour, Cựu Thống đốc Connecticut

#### Thư viện ảnh các ứng cử viên tổng thống Đảng Dân chủ

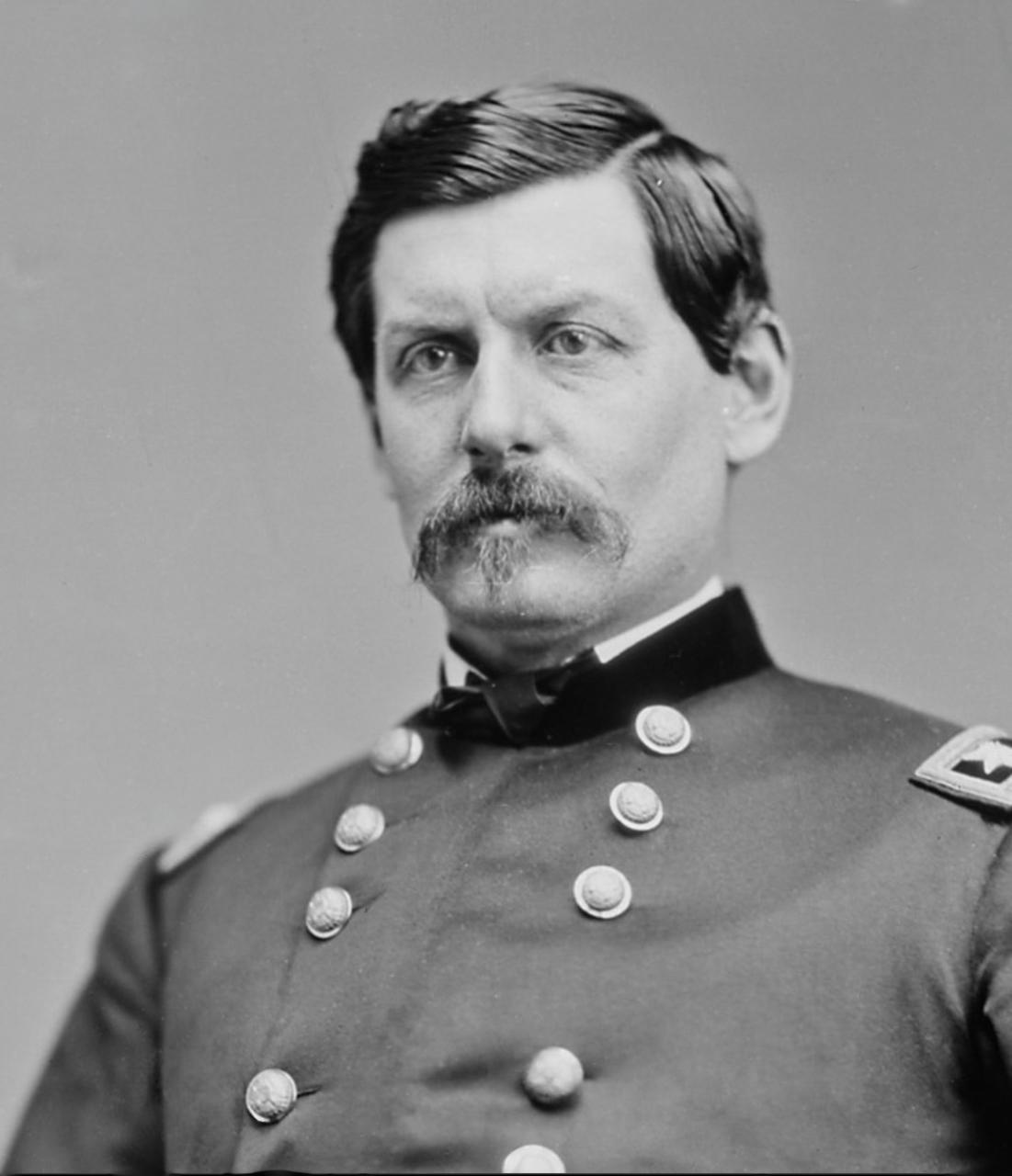
Thiếu tướng George B. McClellan từ New Jersey
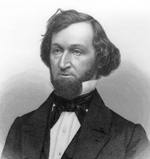
Cựu Thống đốc Thomas H. Seymour từ Connecticut
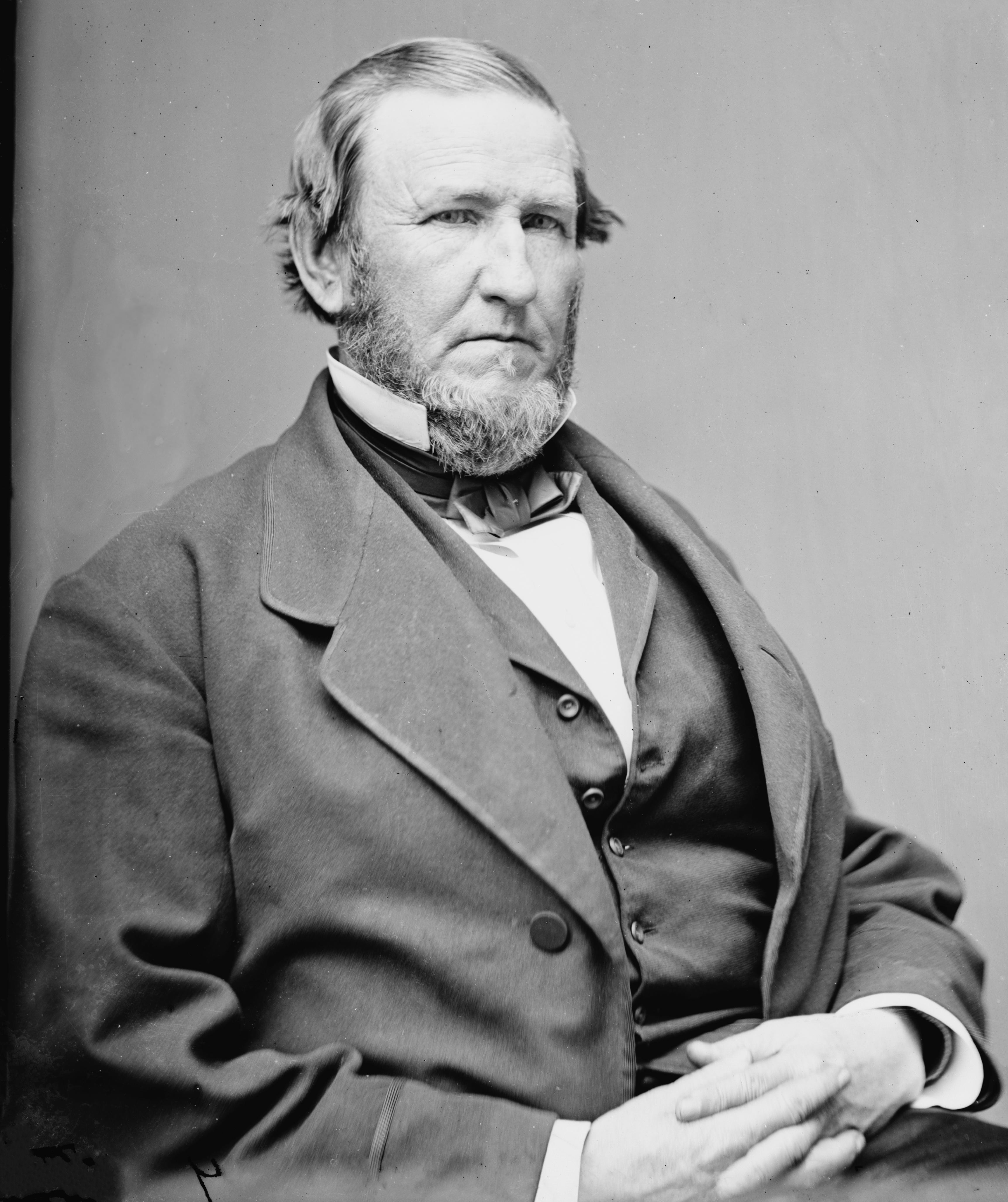
Thượng nghị sĩ Lazarus W. Powell từ Kentucky (Từ chối tranh cử)
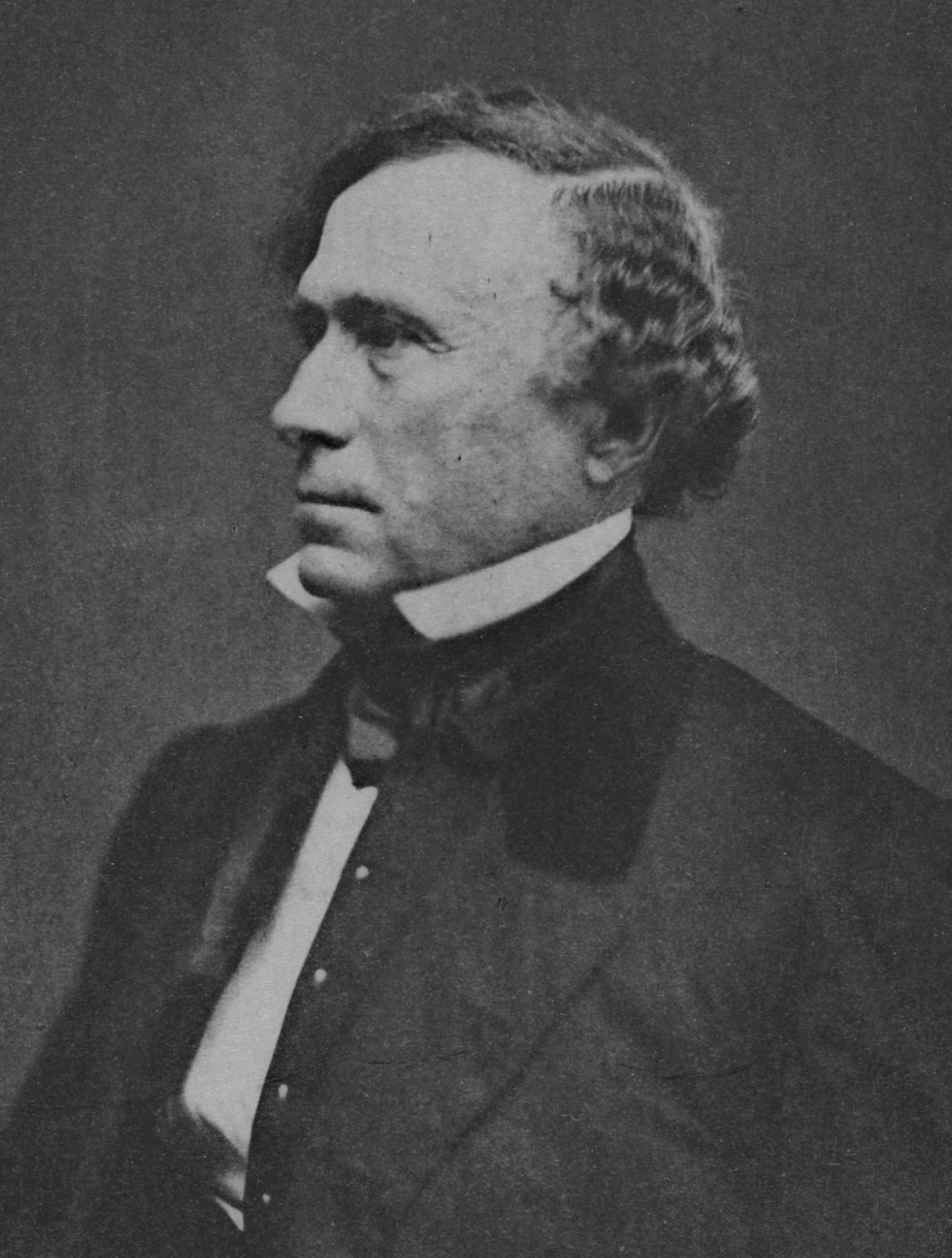
Cựu Tổng thống Franklin Pierce từ New Hampshire (Từ chối tranh cử)
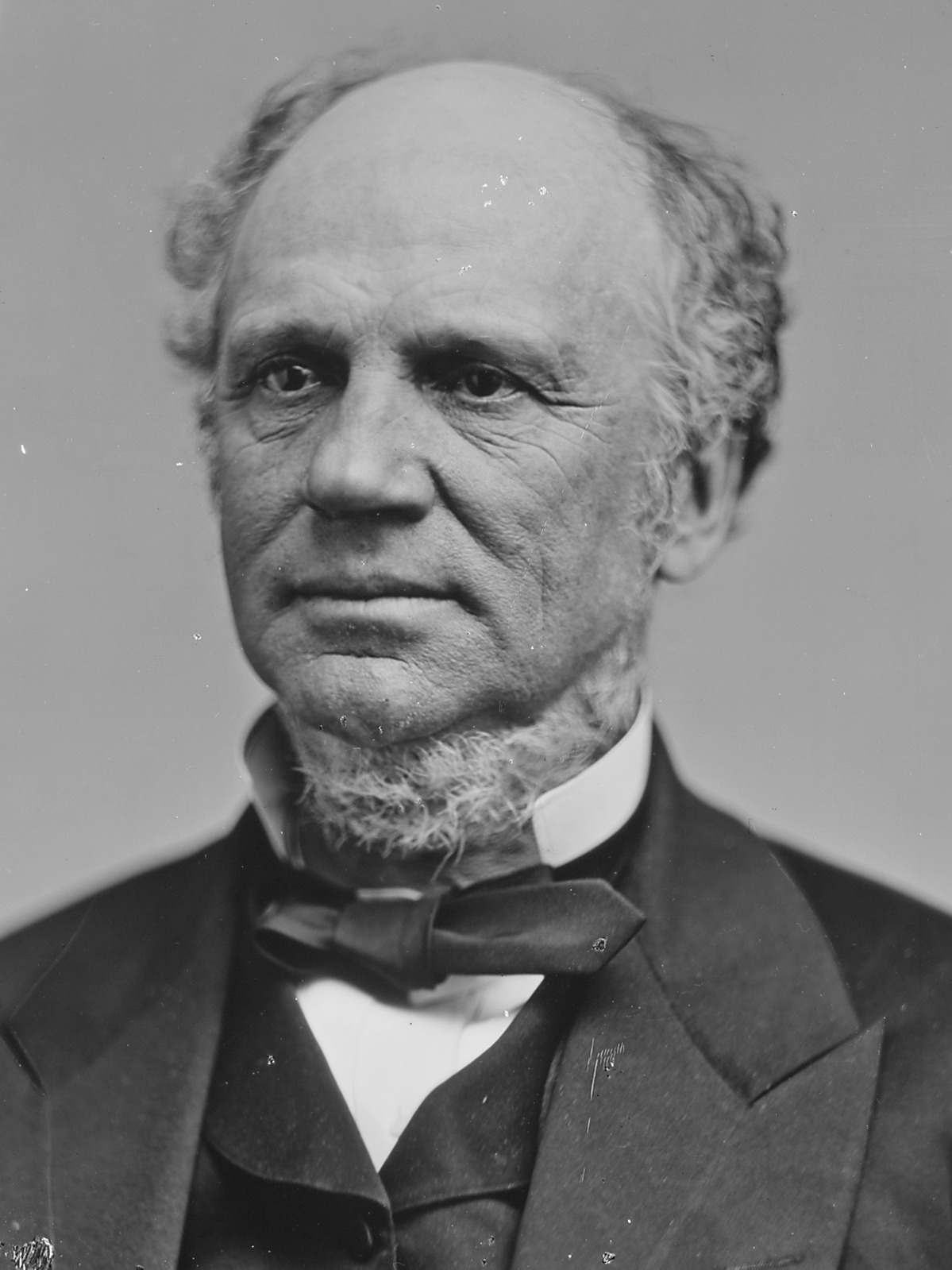
Thống đốc Horatio Seymour từ New York (Từ chối tranh cử)

#### Thư viện ảnh các ứng cử viên phó tổng thống Đảng Dân chủ

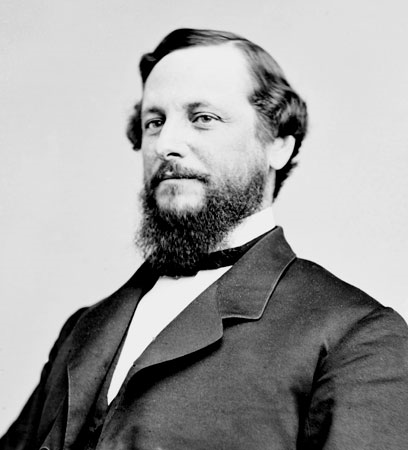
Dân biểu George H. Pendleton từ Ohio
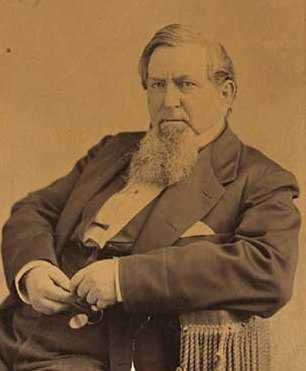
Chủ tịch Công ty Đường sắt George W. Cass từ Pennsylvania
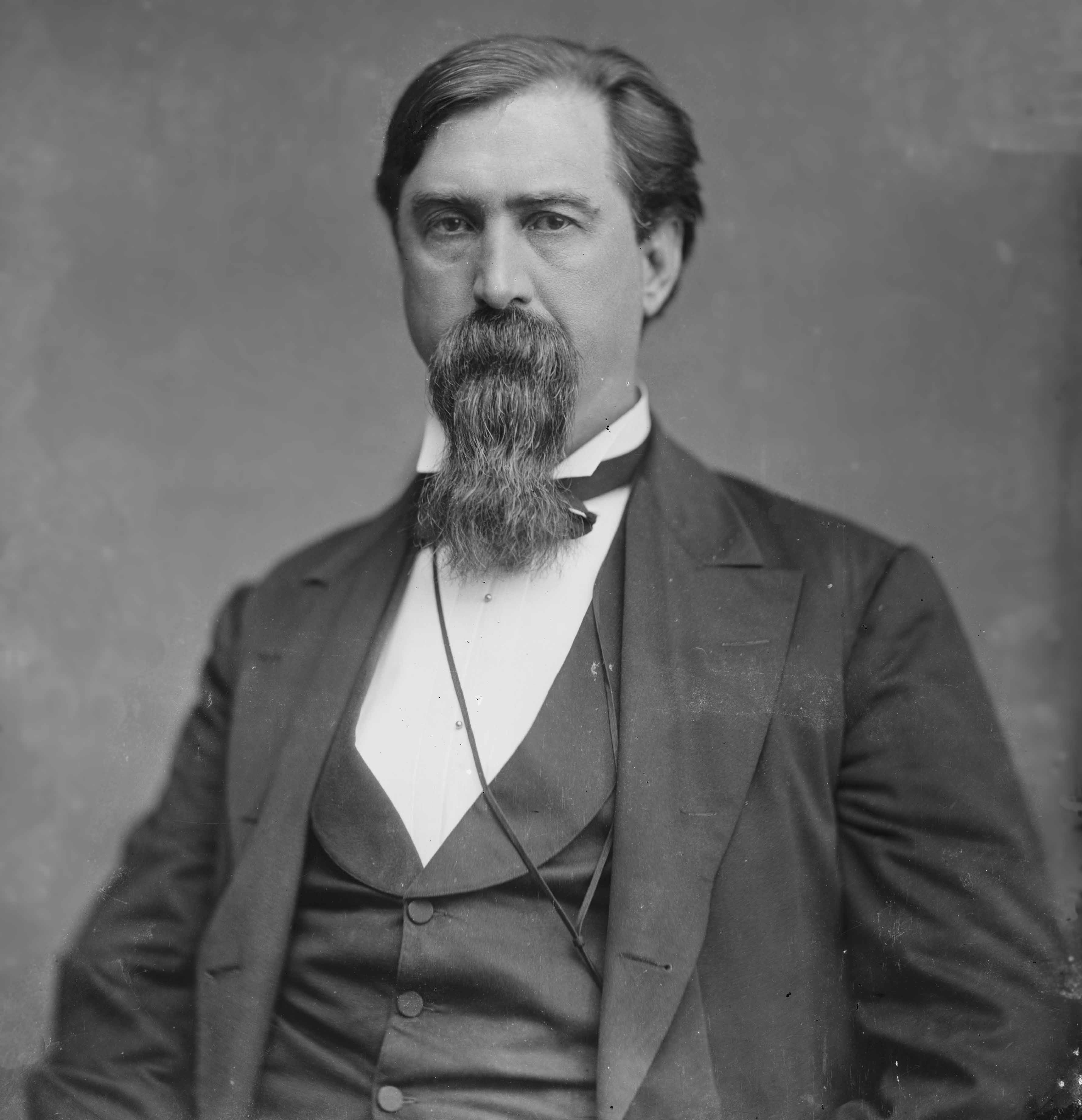
Dân biểu Daniel W. Voorhees từ Indiana
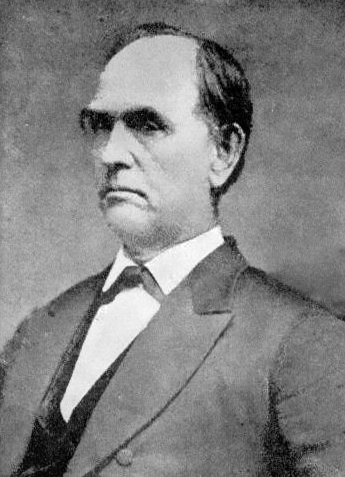
Cựu Thượng nghị sĩ Augustus C. Dodge từ Iowa

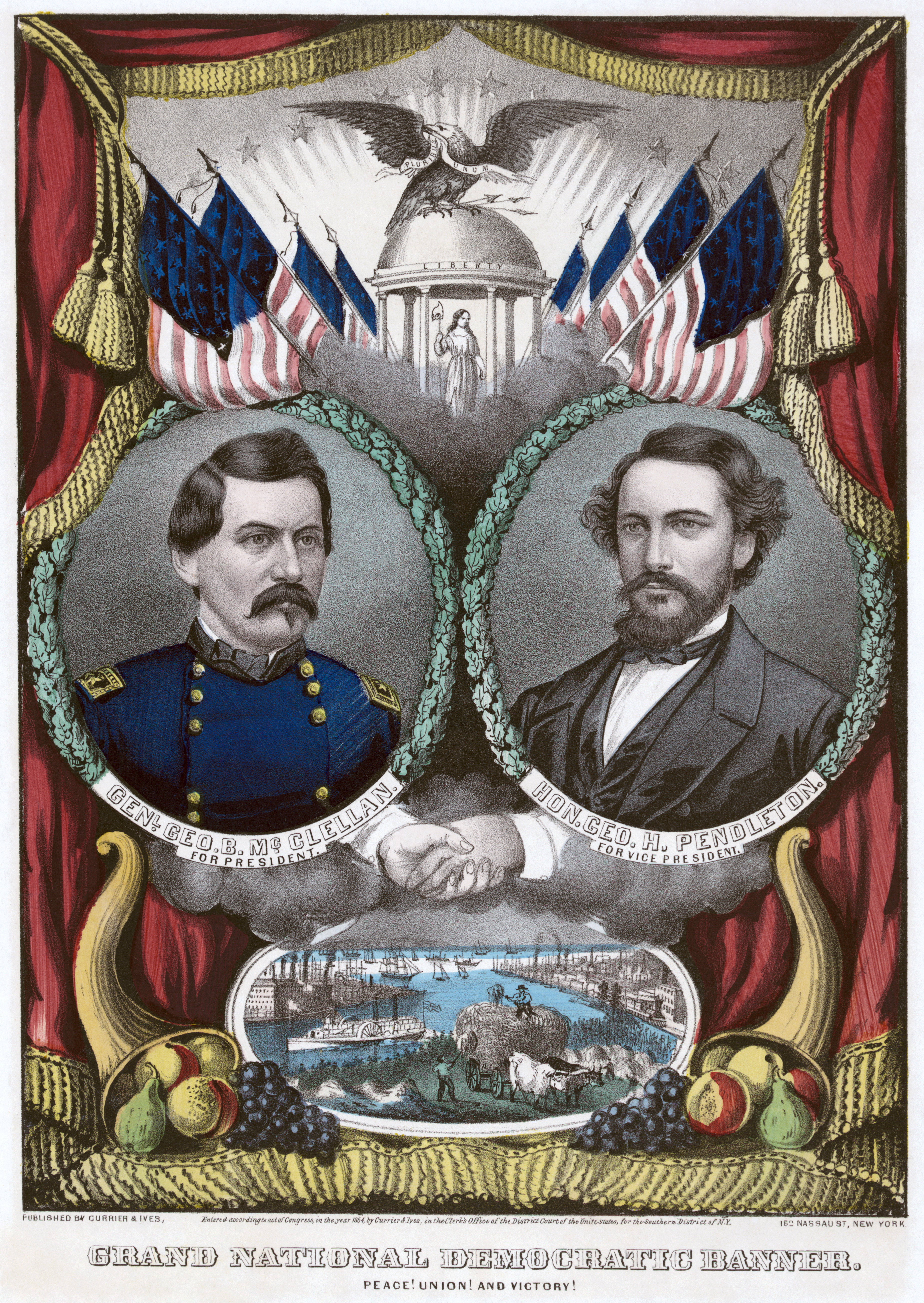
Áp phích chiến dịch của McClellan và Pendleton

Đảng Dân chủ bị chia rẽ gay gắt giữa các đảng viên chủ chiến và chủ hòa, với phe chủ hòa thậm chí còn bị chia rẽ giữa nhiều phe phái khác. Các đảng viên chủ hòa ôn hòa, những người ủng hộ cuộc chiến chống lại Liên minh miền Nam, chẳng hạn như Horatio Seymour, vẫn cố gắng giảng giải về sự khôn ngoan của một nền hòa bình ngay lập tức. Sau chiến thắng của Liên bang trong Trận Gettysburg năm 1863, các đảng chủ hòa ôn hòa đã đề xuất một nền hòa bình được đàm phán để đảm bảo chiến thắng của Liên bang. Họ tin rằng đây là cách hành động tốt nhất, bởi vì một hiệp định đình chiến có thể kết thúc chiến tranh mà không tàn phá miền Nam. Các đảng viên chủ hòa bình cấp tiến được gọi là Copperhead, chẳng hạn như Thomas H. Seymour, tuyên bố chiến tranh là một thất bại và ủng hộ việc chấm dứt ngay lập tức các hành động thù địch trong khi không đảm bảo chiến thắng của Liên bang.
George B. McClellan tuyên bố tranh cử tổng thống. Ngoài ra, những người bạn của Horatio Seymour vẫn muốn đề cử ông trước đại hội, được tổ chức tại Chicago, Illinois, từ ngày 29 đến 31 tháng 8 năm 1864. Nhưng vài ngày trước đại hội, Horatio Seymour đã tuyên bố rằng ông sẽ không tham gia tranh cử.
Vì Đảng Dân chủ bị chia rẽ bởi các vấn đề chiến tranh và hòa bình, họ đã tìm kiếm một ứng cử viên mạnh mẽ có thể thống nhất đảng. Sau cùng, họ đạt được thỏa hiệp rằng đảng sẽ đề cử Tướng chủ chiến George B. McClellan làm Tổng thống và Dân biểu chủ hòa George H. Pendleton làm Phó Tổng thống. McClellan, một đảng viên chủ chiến, được đề cử làm Tổng thống thay vì Thomas H. Seymour của Copperhead. Pendleton, một cộng sự thân cận của thành viên Copperhead Clement Vallandigham, được đề cử vì ông được biết đến là người phản chiến mạnh mẽ. Đại hội đã thông qua một cương lĩnh chủ hòa – một cương lĩnh mà McClellan kịch liệt bác bỏ. McClellan ủng hộ việc tiếp tục chiến tranh và khôi phục Liên bang, nhưng cương lĩnh của đảng, do Vallandigham soạn thảo, phản đối quan điểm này.

### Đề cử của Đảng Dân chủ Cấp tiến

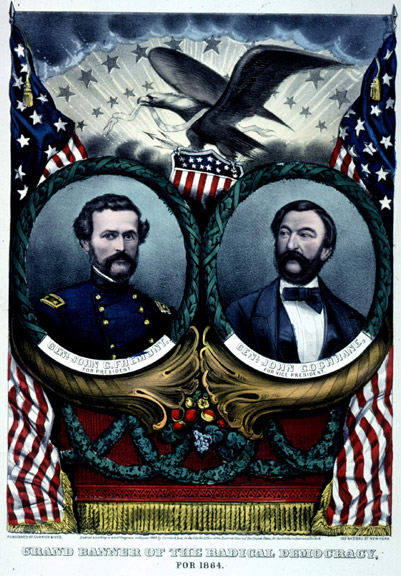
Áp phích chiến dịch của Frémont và Cochrane

#### Thư viện ảnh các ứng cử viên tổng thống Đảng Dân chủ Cấp tiến

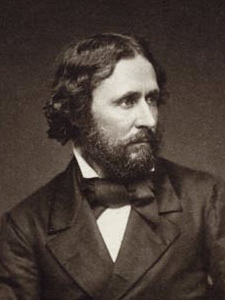
Cựu Thượng nghị sĩ John C. Frémont từ California (Rút lui ngày 22 tháng 9, 1864)

#### Thư viện ảnh các ứng cử viên phó tổng thống Đảng Dân chủ Cấp tiến

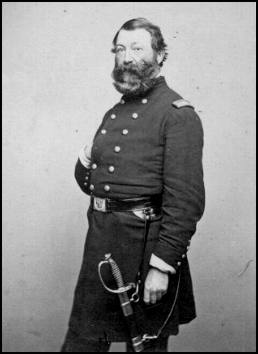
Tướng John Cochrane từ New York

Đại hội Đảng Dân chủ Cấp tiến được triệu tập tại Ohio vào ngày 29 tháng 5 năm 1864. Tờ New York Times đưa tin rằng hội trường mà ban tổ chức Đại hội dự định sử dụng đã được một đoàn opera đặt trước đó. Hầu như tất cả các đại biểu đều ủng hộ Frémont, với một ngoại lệ chính là phái đoàn New York, bao gồm các Đảng viên Đảng Dân chủ chủ chiến ủng hộ Ulysses S. Grant. Nhiều ước tính khác nhau về số lượng đại biểu đã được báo chí đưa tin; New York Times đưa tin có 156 đại biểu, nhưng con số thường được báo cáo ở những nơi khác là 350 đại biểu. Các đại biểu đến từ 15 tiểu bang và Đặc khu Columbia. Họ lấy tên là "Đảng Dân chủ Cấp tiến".
Một người ủng hộ Grant sau đó được bầu làm Chủ tịch. Cương lĩnh được thông qua mà không có nhiều thảo luận, và một loạt nghị quyết làm cản trở quá trình tiến hành đại hội đã bị bỏ phiếu bác bỏ một cách dứt khoát. Đại hội đã đề cử Frémont làm Tổng thống, và ông chấp nhận đề cử vào ngày 4 tháng 6 năm 1864. Trong bức thư của mình, ông tuyên bố rằng ông sẽ rút lui nếu Đại hội Liên minh Quốc gia đề cử một người nào đó không phải Lincoln làm Tổng thống. John Cochrane được đề cử làm Phó Tổng thống.

## Tổng tuyển cử

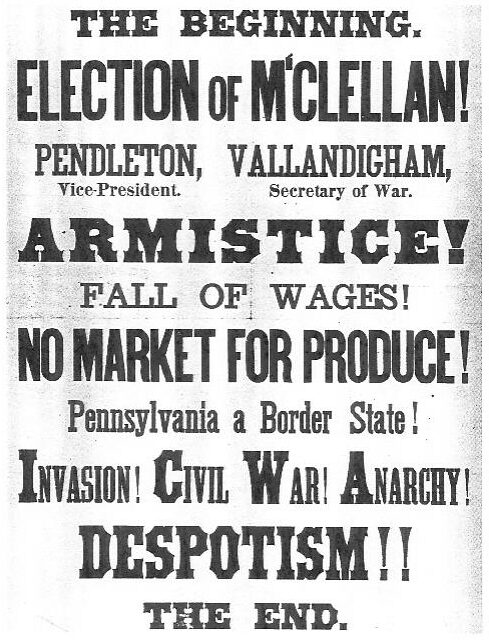
Một tấm áp phích của Liên minh Quốc gia cảnh báo về chiến thắng của McClellan.

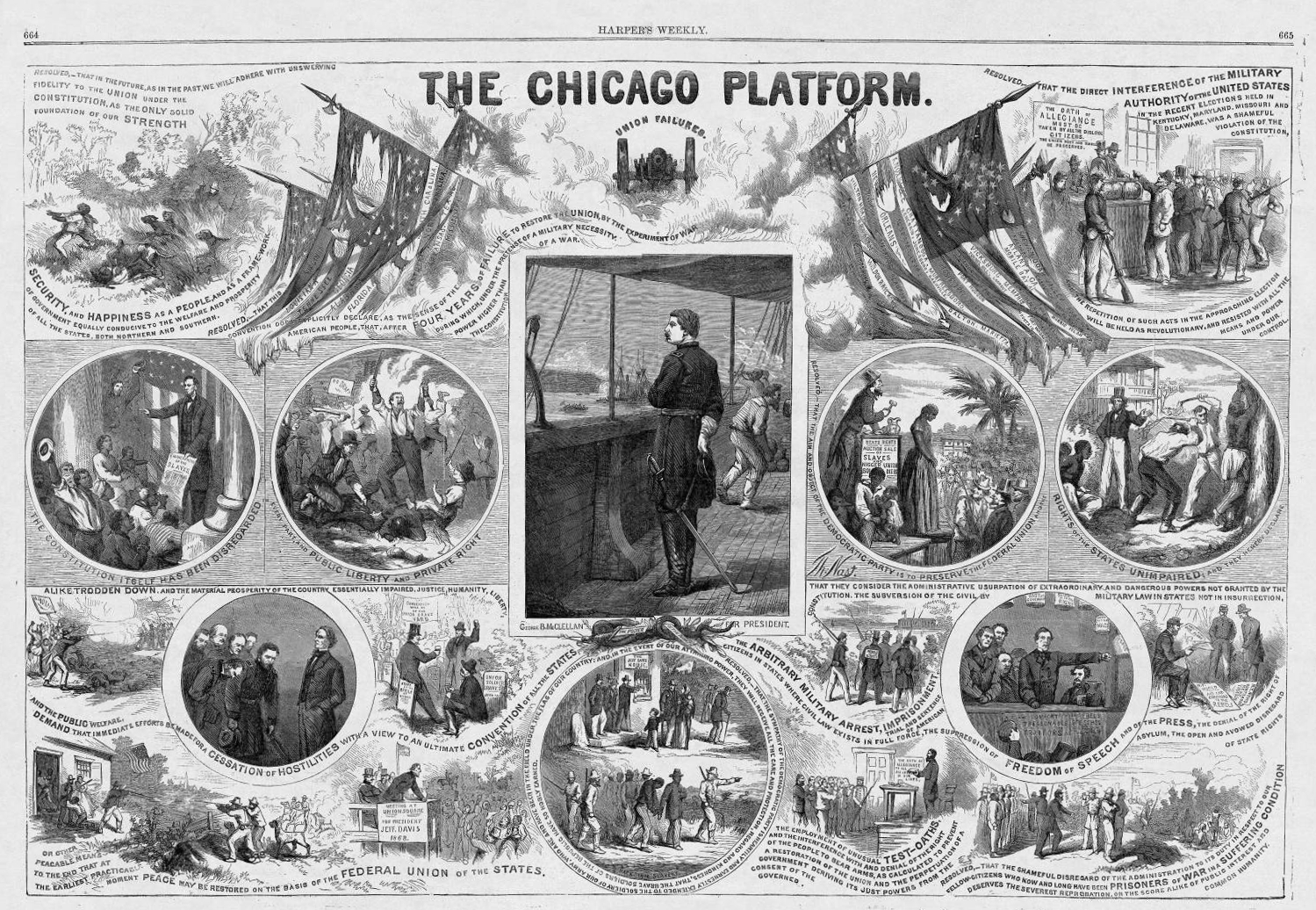
Một tấm áp phích chống McClellan từ Harper's Weekly, do Thomas Nast soạn, cho thấy những kẻ bạo loạn hành hung trẻ em, những kẻ bắt nô lệ đuổi theo những nô lệ bỏ trốn và một phụ nữ bị bán trong một cuộc đấu giá nô lệ.

Cuộc bầu cử năm 1864 là lần đầu tiên kể từ năm 1812, một cuộc bầu cử tổng thống diễn ra trong chiến tranh.
Trong phần lớn thời gian của năm 1864, bản thân Lincoln tin rằng mình có rất ít cơ hội tái đắc cử. Các lực lượng Liên minh đã chiến thắng trong Trận Mansfield, Trận Cold Harbor, Trận Brices Cross Roads, Trận núi Kennesaw và Trận Crater. Ngoài ra, cuộc chiến đang tiếp tục gây ra thiệt hại rất lớn về người và của trong các chiến dịch như Chiến dịch Overland và sự ít tiến triển với cuộc chiến. Viễn cảnh về một cuộc chiến lâu dài và đẫm máu bắt đầu khiến ý tưởng "hòa bình bằng mọi giá" từ Đảng Dân chủ chủ hòa Cực đoan đưa ra được ủng hộ nhiều hơn.
Tuy nhiên, một số sự kiện chính trị và quân sự cuối cùng đã khiến việc Lincoln tái đắc cử chỉ còn là vấn đề thời gian. Ngay từ đầu, Đảng Dân chủ đã phải đối mặt với sự chia rẽ nội bộ gay gắt trong đảng tại Đại hội toàn quốc Đảng Dân chủ. Các thỏa hiệp chính trị được đưa ra tại Đại hội toàn quốc Đảng Dân chủ được cho là mâu thuẫn và khiến nỗ lực vận động tranh cử của McClellan dường như không có ý nghĩa.
Hơn nữa, Đại hội toàn quốc Đảng Dân chủ đã ảnh hưởng đến chiến dịch của Frémont. Frémont kinh hoàng trước cương lĩnh của Đảng Dân chủ, mà ông mô tả nó là "ủng hộ chế độ nô lệ". Sau ba tuần thảo luận với Cochrane và những người ủng hộ ông, Frémont rút lui khỏi cuộc đua vào tháng 9 năm 1864. Trong tuyên bố của mình, Frémont tuyên bố rằng chiến thắng trong Nội chiến là quá quan trọng, làm cho việc chia rẽ phiếu bầu cho Đảng Cộng hòa trở nên bất khả thi. Mặc dù ông vẫn cảm thấy rằng Lincoln chưa đi đủ xa, nhưng việc đánh bại McClellan là điều cần thiết nhất. Tướng Cochrane, một Đảng viên Đảng Dân chủ chủ chiến, đã đồng ý và rút lui khỏi cuộc đùa cùng thời điểm với Frémont. Vào ngày 23 tháng 9 năm 1864, Frémont cũng làm trung gian cho một thỏa thuận chính trị, trong đó Lincoln sa thải Tổng Giám đốc Bưu điện Hoa Kỳ Montgomery Blair, và vào ngày 24 tháng 9, Abraham Lincoln bãi chức Blair với tư cách Tổng Giám đốc Bưu điện. Cơ hội chiến thắng của McClellan dường như bằng không sau khi Frémont rút lui khỏi cuộc đua tổng thống.

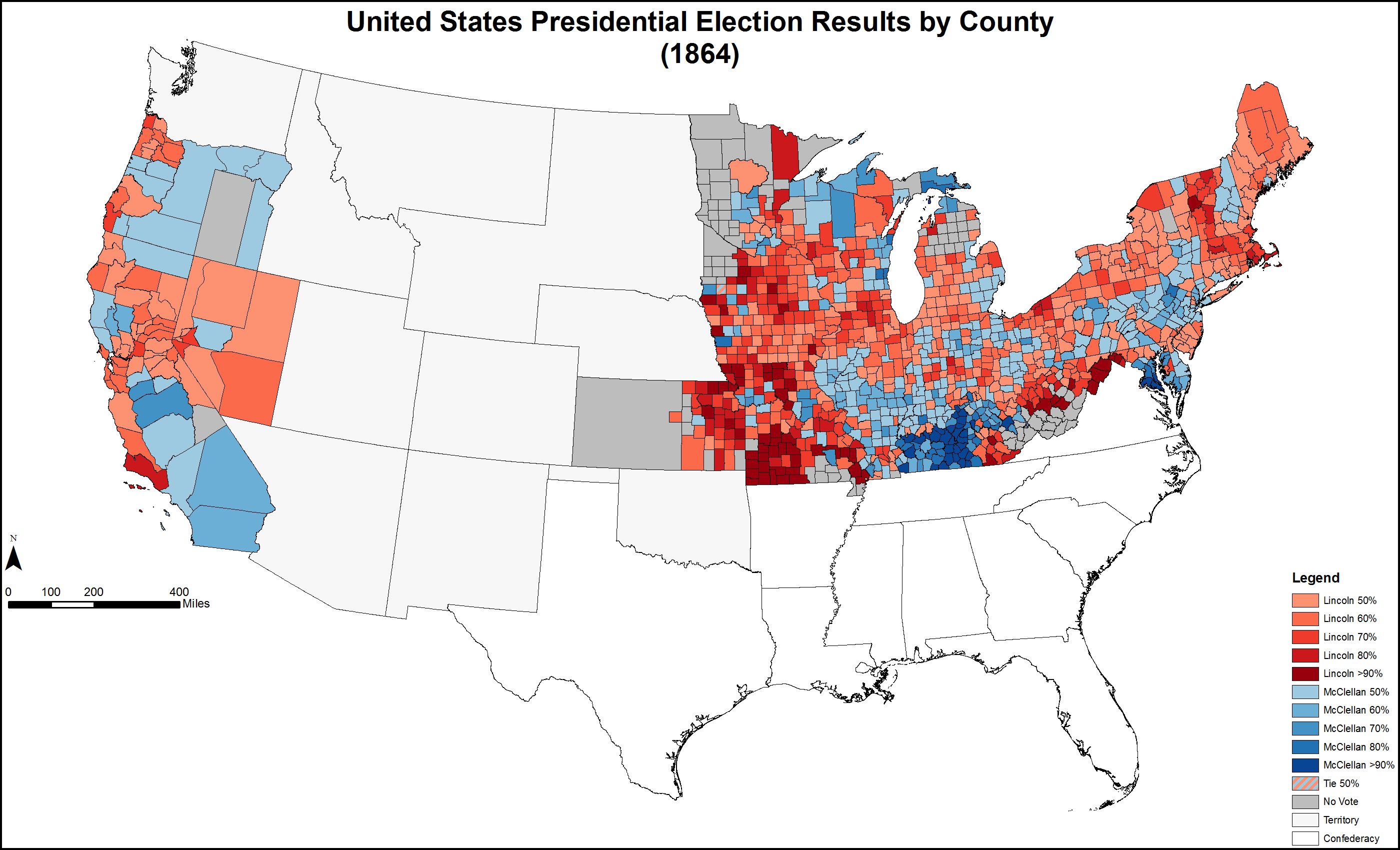
Kết quả theo quận biểu thị tỷ lệ phiếu bầu cho ứng cử viên chiến thắng ở mỗi quận. Màu đỏ dành cho Lincoln (Liên minh Quốc gia) và màu xanh lam dành cho McClellan (Dân chủ).

Cuối cùng, với việc Atlanta thất thủ vào ngày 2 tháng 9, không còn nghi ngờ gì nữa rằng một chiến thắng quân sự của Liên bang chỉ còn là vấn đề thời gian.
Cuối cùng, Đảng Liên minh Quốc gia đã huy động toàn bộ sức mạnh của cả Đảng Cộng hòa và Đảng Dân chủ chủ chiến với khẩu hiệu "Không đổi ngựa giữa dòng". Nó được tiếp thêm sức mạnh khi Lincoln coi giải phóng nô lệ là vấn đề trung tâm, và các đảng Cộng hòa của nhiều bang chú ý tới sự phản bội của Copperheads.

### Kết quả
Nội chiến Hoa Kỳ đang diễn ra và chưa kết thúc trong cuộc bầu cử này. Bởi vì 11 bang miền Nam đã tuyên bố ly khai khỏi Liên bang và thành lập Liên minh miền Nam Hoa Kỳ, chỉ có 25 bang tham gia cuộc bầu cử.
Louisiana và Tennessee gần đây đã được tái chiếm khỏi vòng tay của Liên minh. Họ đã bầu các đại cử tri bầu tổng thống, nhưng phiếu bầu của họ đã bị Quốc hội bác bỏ do đã từng ly khai khỏi Liên bang vài năm về trước. Cả hai tiểu bang đã bỏ phiếu ủng hộ Lincoln, vì vậy nó sẽ không thay đổi kết quả bầu cử ngay cả khi được tính đến.
Ba tiểu bang mới tham gia lần đầu tiên gồm Kansas, Tây Virginia và Nevada.
Mặc dù chính quyền bang Kentucky không bao giờ ly khai khỏi Liên bang nhưng tỷ lệ cử tri tham gia bầu cử giảm gần 40% so với cuộc bầu cử năm 1860.
McClellan chỉ giành được ba bang: Kentucky, Delaware và New Jersey, quê hương của ông. Lincoln đã giành chiến thắng ở mọi tiểu bang mà ông đã giành được vào năm 1860 ngoại trừ New Jersey, và cũng đã giành được thêm một tiểu bang mà 4 năm trước đó Stephen Douglas giành được (Missouri), một từ John C. Breckinridge (Maryland) và cả ba tiểu bang mới được kết nạp (Kansas, Nevada và Tây Virginia). Tổng cộng, 212 phiếu đại cử tri đã được tính tại Quốc hội bầu cho Lincoln - quá đủ để đắc cử tổng thống ngay cả khi tất cả các bang ly khai đều tham gia và bỏ phiếu chống lại ông.
Lincoln rất nổi tiếng trong giới binh lính và họ lần lượt giới thiệu ông với gia đình họ ở quê nhà. Các bang sau đây cho phép binh lính bỏ phiếu: California, Kansas, Kentucky, Maine, Michigan, Rhode Island và Wisconsin. Trong số 40247 phiếu bầu từ giới quân đội, Lincoln nhận được 30.503 (75,8%) và McClellan 9.201 (22,9%), phần còn lại (543 phiếu) phân bổ cho nhiều người khác (1,3%). Chỉ tại Kentucky, McClellan mới giành được đa số phiếu từ giới binh lính với tỷ lệ phiếu bầu 2823 (70,3%) so với 1194 (29,7%).
Trong số 1.129 tái gia nhập Liên bang, Lincoln thắng với 728 phiếu (64,5%), trong khi McClellan thắng 400 phiếu (35,4%). Một quận (0,1%) ở Iowa chia đều số phiếu giữa Lincoln và McClellan.
Đây là cuộc bầu cử cuối cùng mà Đảng Cộng hòa thắng cử tại Maryland cho đến năm 1896.
| Ứng cử viên tổng thống         | Đảng                           | Bang nhà                       | Phiếu Phổ thông(a)             | Phiếu Phổ thông(a)             | Phiếu Đại cử tri (a), (b), (c) | Đồng tranh cử              | Đồng tranh cử | Đồng tranh cử    |
| Ứng cử viên tổng thống         | Đảng                           | Bang nhà                       | Số phiếu                       | %                              | Phiếu Đại cử tri (a), (b), (c) | Ứng cử viên phó tổng thống | Bang nhà      | Phiếu Đại cử tri |
| ------------------------------ | ------------------------------ | ------------------------------ | ------------------------------ | ------------------------------ | ------------------------------ | -------------------------- | ------------- | ---------------- |
| Abraham Lincoln(đương nhiệm)   | Liên hiệp Quốc gia             | Illinois                       | 2,218,388                      | 55.02%                         | 212(b)                         | Andrew Johnson             | Tennessee     | 212(b)           |
| George Brinton McClellan       | Dân chủ                        | New Jersey                     | 1,812,807                      | 44.96%                         | 21                             | George Hunt Pendleton      | Ohio          | 21               |
| Khác                           | Khác                           | Khác                           | 658                            | 0.02%                          | —                              | Khác                       | Khác          | —                |
| Tổng cộng                      | Tổng cộng                      | Tổng cộng                      | 4,031,887                      | 100%                           | 233(b)                         |                            |               | 233(b)           |
| Cần thiết để giành chiến thắng | Cần thiết để giành chiến thắng | Cần thiết để giành chiến thắng | Cần thiết để giành chiến thắng | Cần thiết để giành chiến thắng | 118(b)                         |                            |               | 118(b)           |

| \| Phiếu Phổ thông \| Phiếu Phổ thông \| Phiếu Phổ thông \| Phiếu Phổ thông \| Phiếu Phổ thông \| \| --------------- \| --------------- \| --------------- \| --------------- \| --------------- \| \| \| \| \| \| \| \| Lincoln \| Lincoln \| \| 55.02% \| 55.02% \| \| McClellan \| McClellan \| \| 44.96% \| 44.96% \| \| Khác \| Khác \| \| 0.02% \| 0.02% \| |           |  |        |        |
| Phiếu Phổ thông |           |  |        |        |
| |           |  |        |        |
| Lincoln | Lincoln   |  | 55.02% | 55.02% |
| McClellan | McClellan |  | 44.96% | 44.96% |
| Khác | Khác      |  | 0.02%  | 0.02%  |

| \| Phiếu Đại cử tri \| Phiếu Đại cử tri \| Phiếu Đại cử tri \| Phiếu Đại cử tri \| Phiếu Đại cử tri \| \| ---------------- \| ---------------- \| ---------------- \| ---------------- \| ---------------- \| \| \| \| \| \| \| \| Lincoln \| Lincoln \| \| 91.63% \| 91.63% \| \| McClellan \| McClellan \| \| 8.93% \| 8.93% \| |           |  |        |        |
| Phiếu Đại cử tri |           |  |        |        |
| |           |  |        |        |
| Lincoln | Lincoln   |  | 91.63% | 91.63% |
| McClellan | McClellan |  | 8.93%  | 8.93%  |

(a) Các bang ly khai không tham gia cuộc bầu cử năm 1864.
(b) 17 phiếu đại cử tri từ Tennessee và Louisiana không hợp lệ. Nếu phiếu của họ không bị từ chối, Lincoln sẽ nhận được 229 phiếu đại cử tri trên tổng số 251 (250 phiếu bầu do (c)), vượt xa con số 126 phiếu cần thiết để giành chiến thắng.
(c) Một đại cử tri từ Nevada đã không bỏ phiếu.

### Thư viện kết quả

#### Kết quả theo bản đồ

Kết quả theo quận
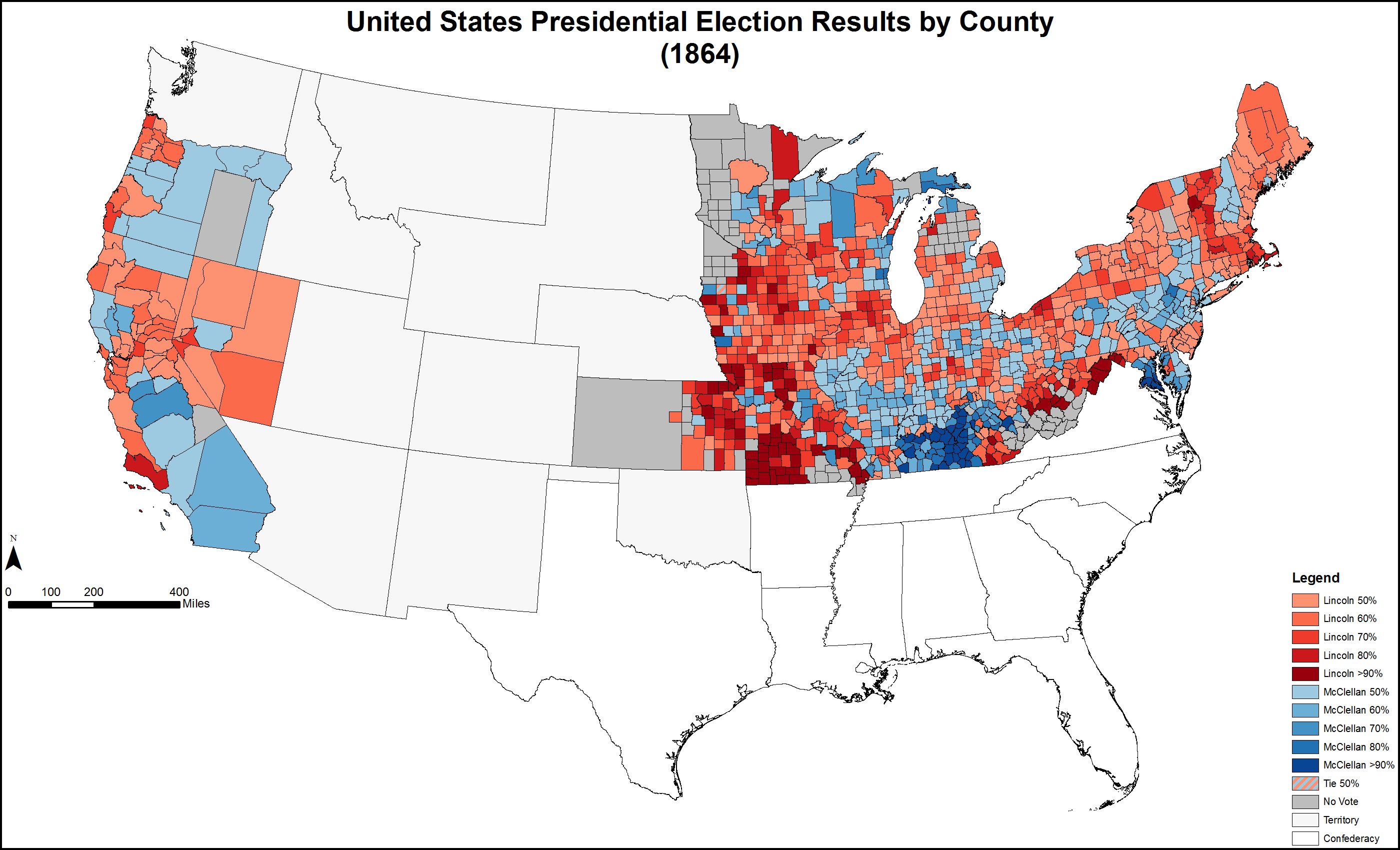
Kết quả theo quận (chỉ phiếu hợp lệ)
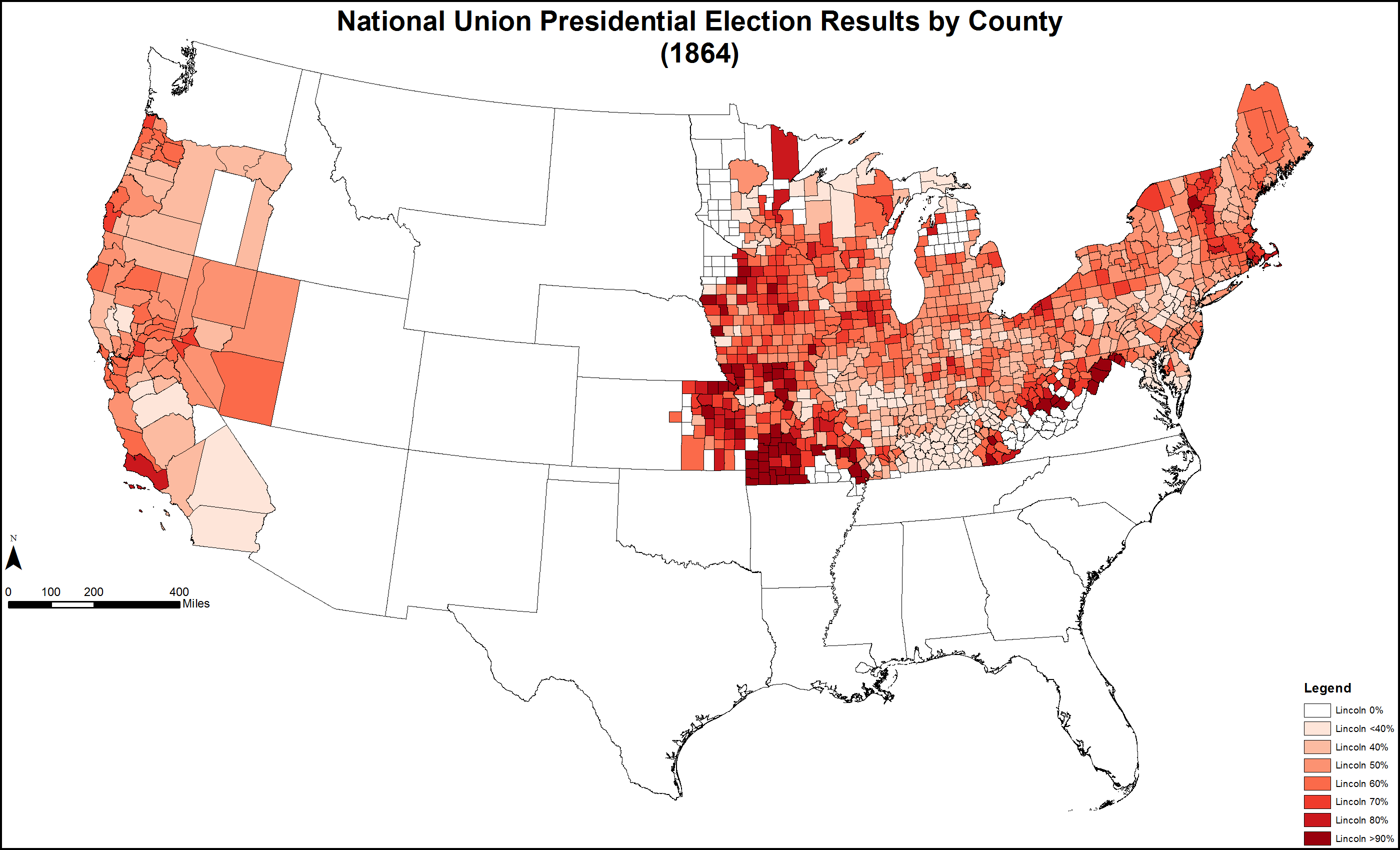
Quận bầu cho Đảng Liên minh Quốc gia, được tô sắc theo phần trăm phiếu bầu
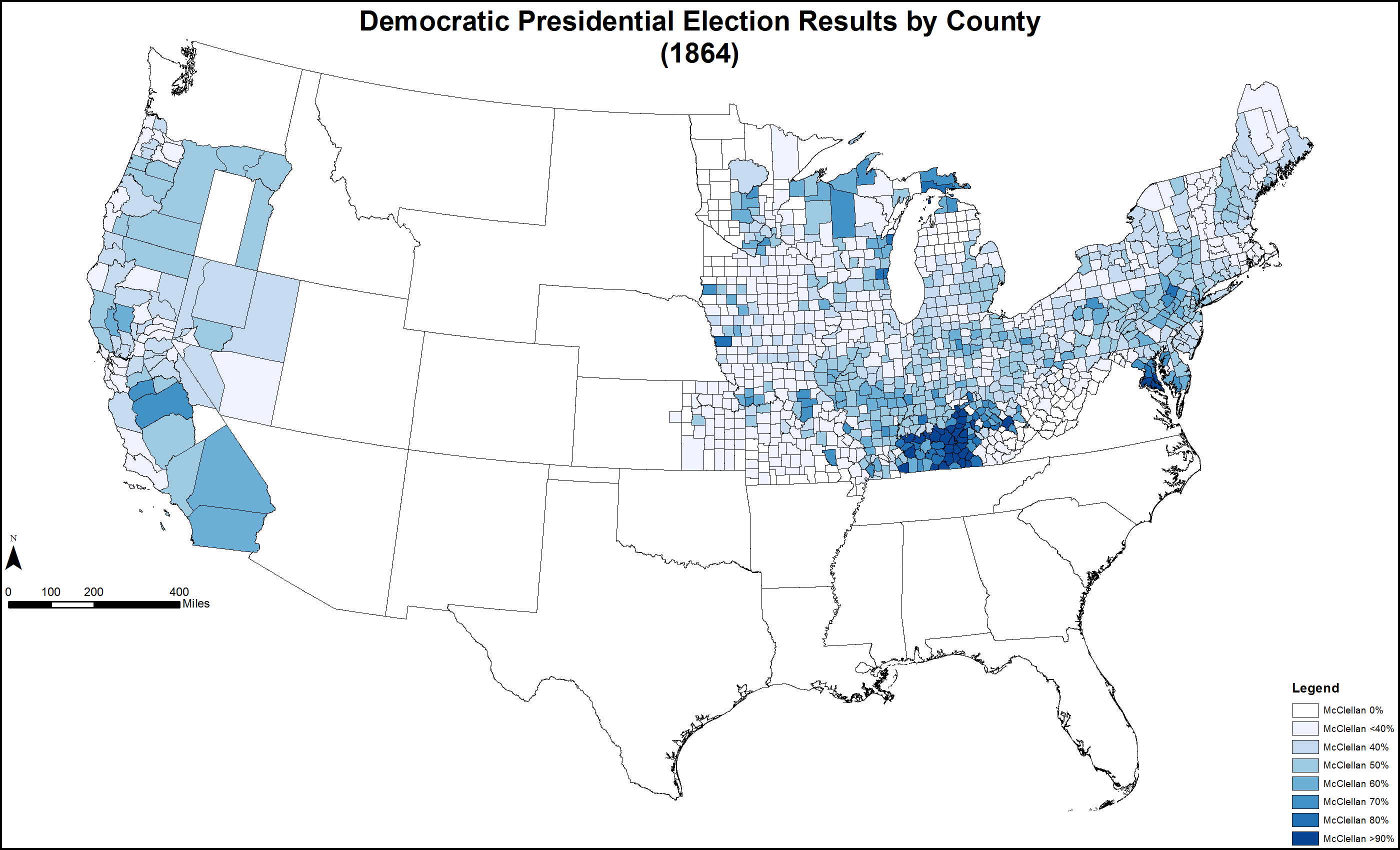
Quận bầu cho Đảng Dân chủ, được tô sắc theo phần trăm phiếu bầu
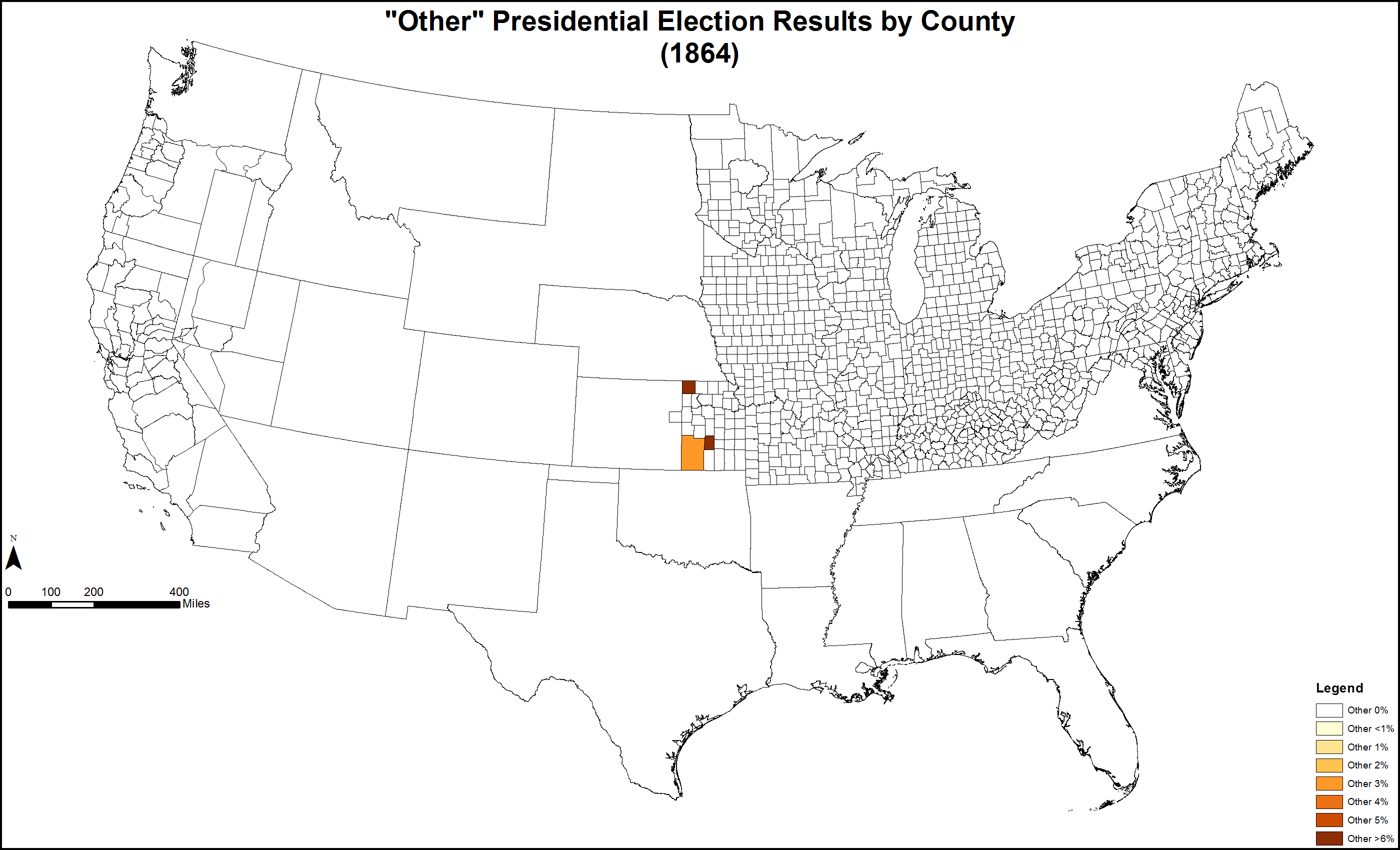
Quận bầu cho ứng cử viên "Khác", được tô sắc theo phần trăm phiếu bầu
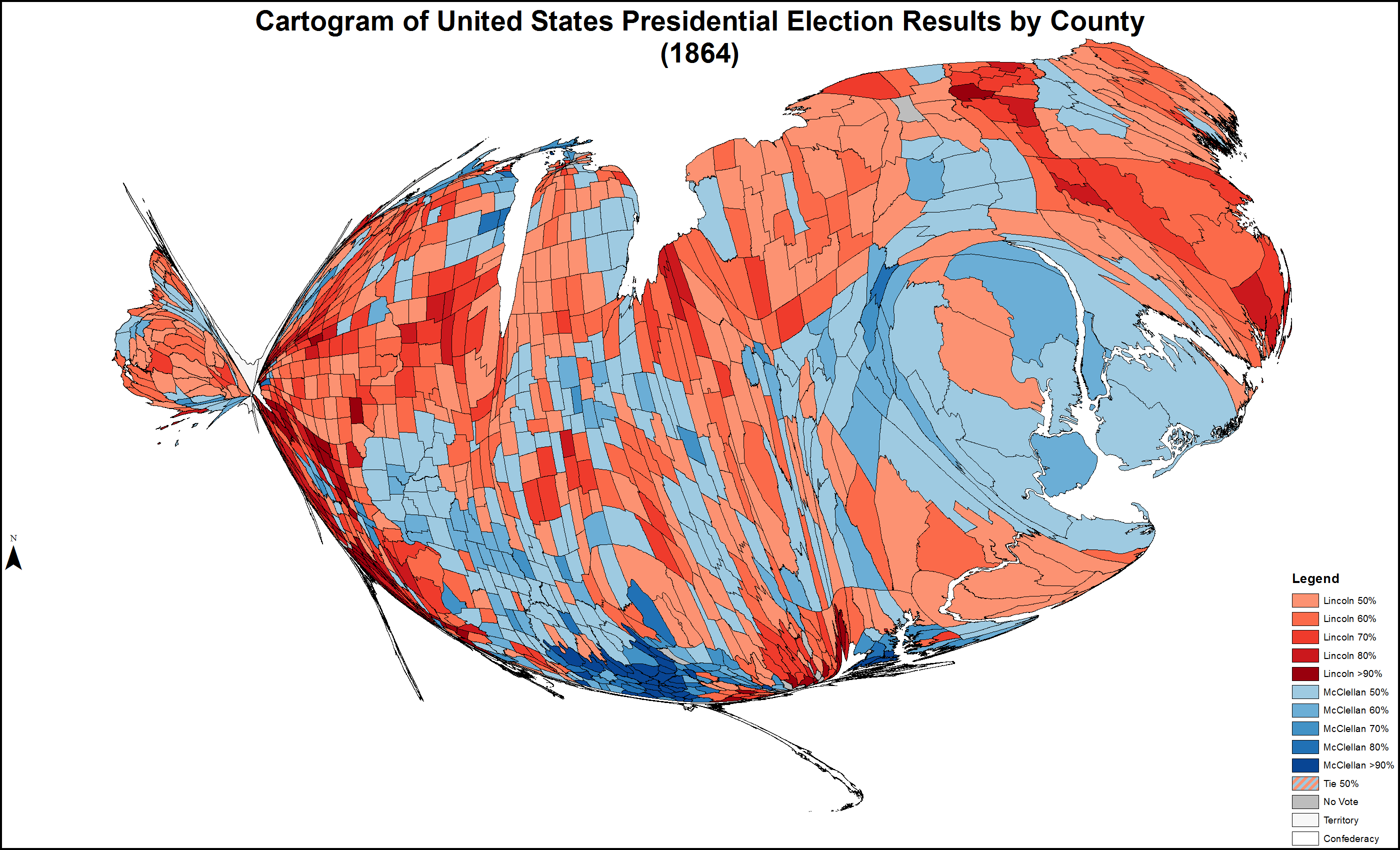
Tích đồ biểu thị kết quả theo quận
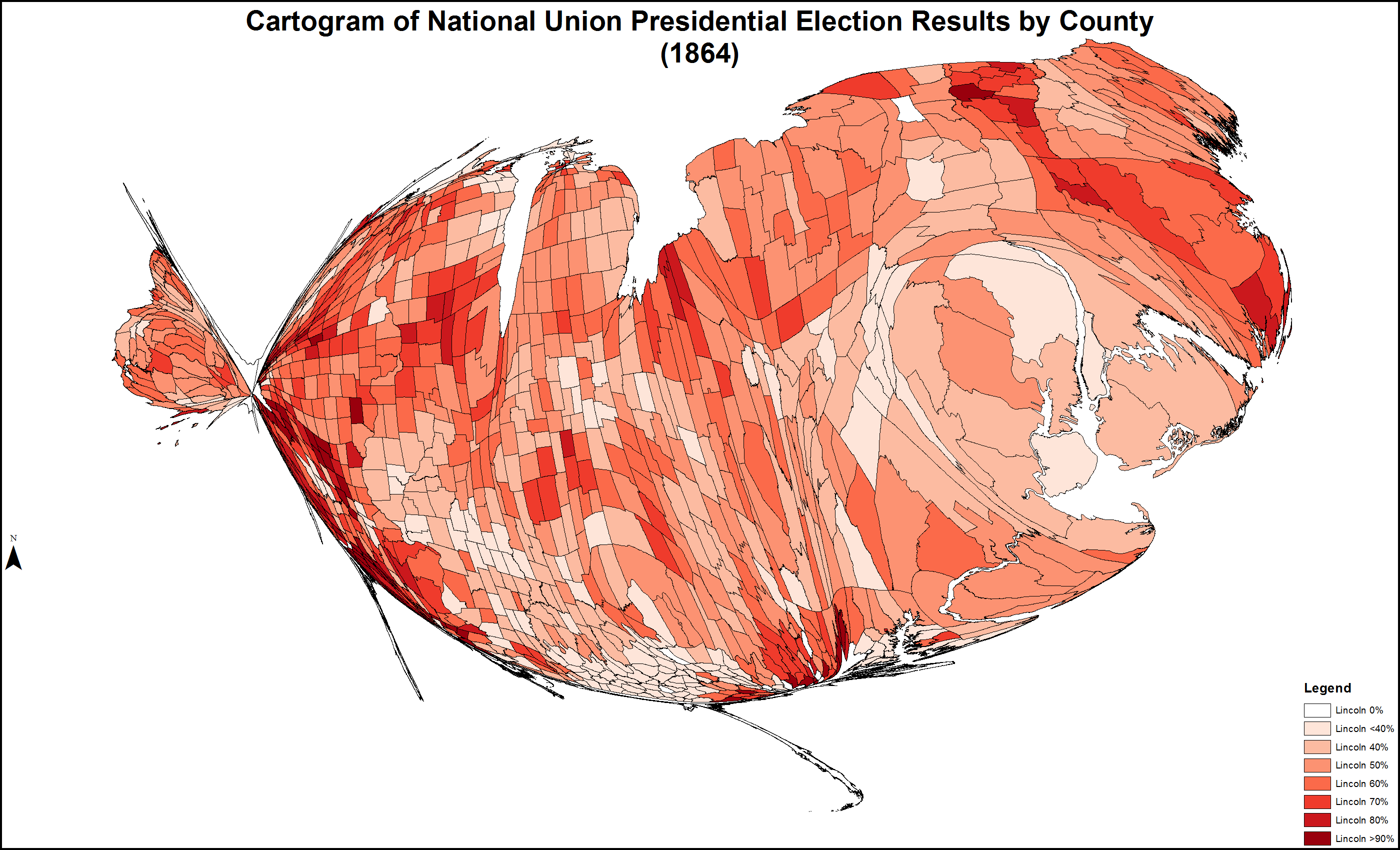
Tích đồ biểu thị Quận bầu cho Đảng Liên minh Quốc gia
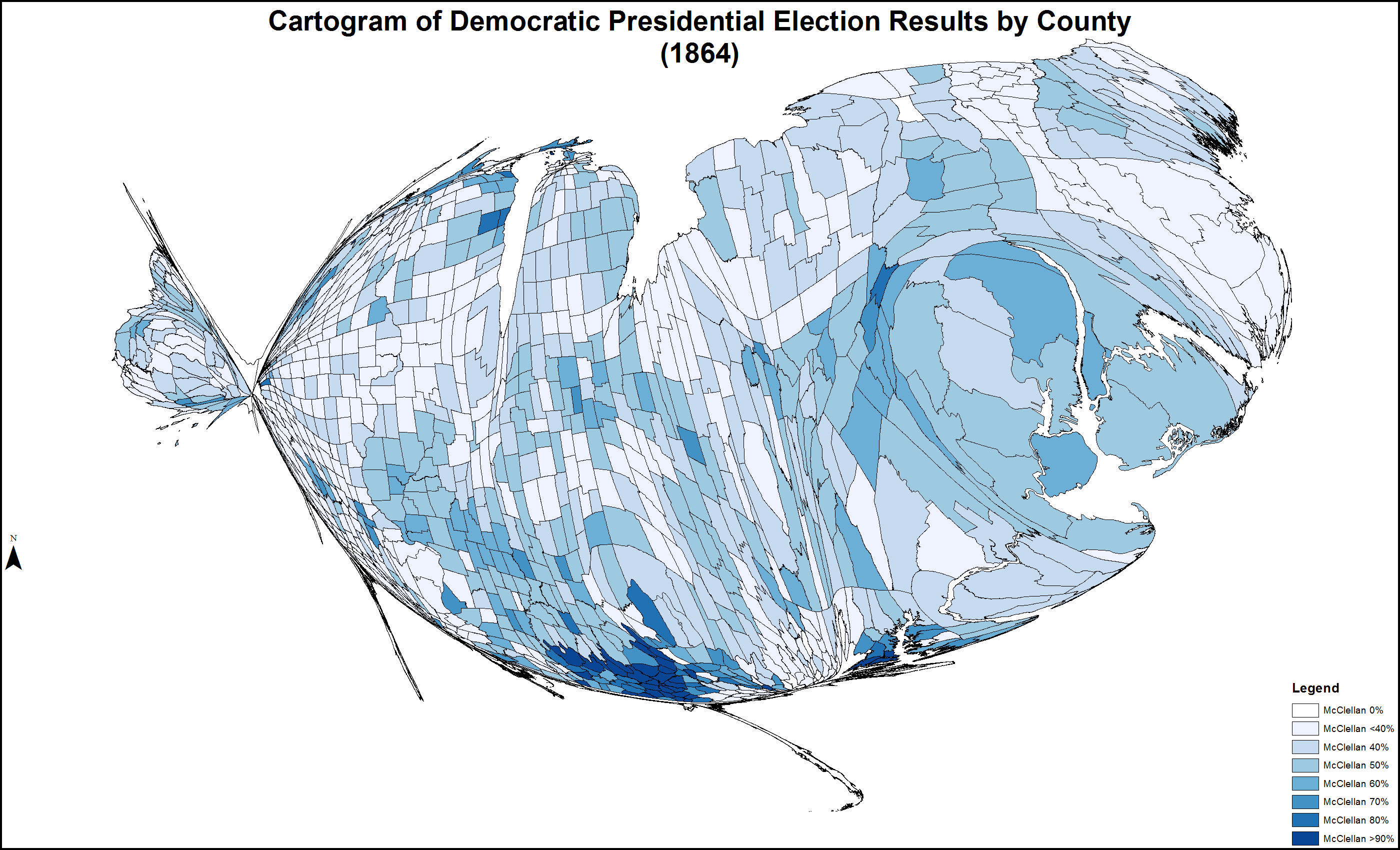
Tích đồ biểu thị Quận bầu cho Đảng Dân chủ
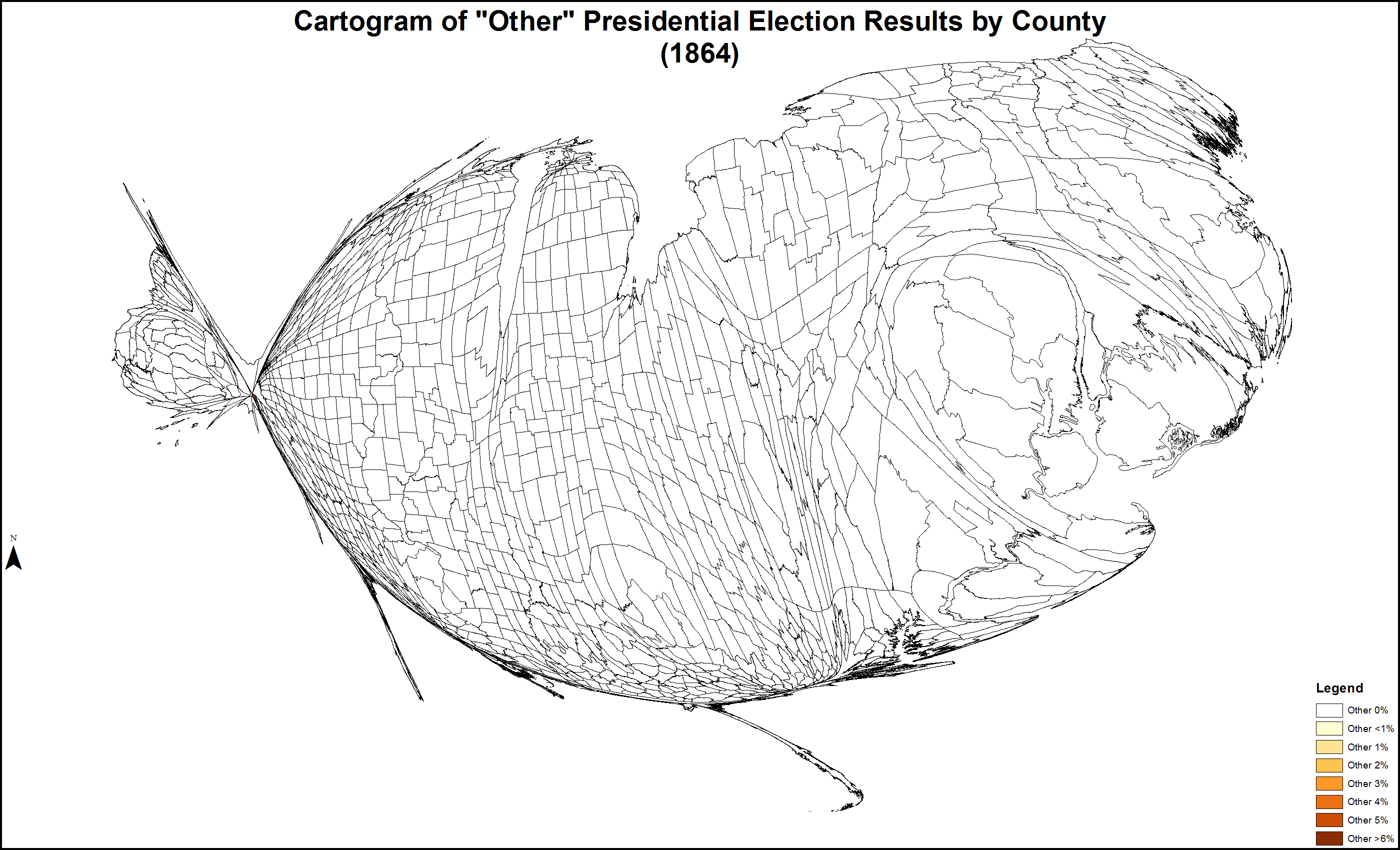
Tích đồ biểu thị Quận bầu cho ứng cử viên "Khác"

#### Kết quả theo bang
- Nguồn (hầu hết bang): Dữ liệu từ Walter Dean Burnham, Presidential ballots, 1836–1892 (Johns Hopkins University Press, 1955) pp. 247–57.
- Nguồn (Tennessee): báo Chicago Tribune đương thời.[26]

| Bang/Quận thắng bởi McClellan/Pendleton |
| Bang/Quận thắng bởi Lincoln/Johnson     |

| California    | 5   | 62,053                   | 58.60%                   | 5   | 43,837                   | 41.40%                   | –  | 18,216  | 17.20%             | 105,890            |  |  |  |
| Connecticut   | 6   | 44,693                   | 51.38%                   | 6   | 42,288                   | 48.62%                   | –  | 2,405   | 2.76%              | 86,981             |  |  |  |
| Delaware      | 3   | 8,155                    | 48.19%                   | –   | 8,767                    | 51.81%                   | 3  | -612    | -3.62%             | 16,922             |  |  |  |
| Illinois      | 16  | 189,512                  | 54.42%                   | 16  | 158,724                  | 45.58%                   | –  | 30,788  | 8.84%              | 348,236            |  |  |  |
| Indiana       | 13  | 150,422                  | 53.59%                   | 13  | 130,233                  | 46.40%                   | –  | 20,189  | 7.19%              | 280,655            |  |  |  |
| Iowa          | 8   | 88,500                   | 64.12%                   | 8   | 49,525                   | 35.88%                   | –  | 38,975  | 28.24%             | 138,025            |  |  |  |
| Kansas        | 3   | 17,089                   | 79.19%                   | 3   | 3,836                    | 17.78%                   | –  | 13,253  | 61.41%             | 21,580             |  |  |  |
| Kentucky      | 11  | 27,787                   | 30.17%                   | –   | 64,301                   | 69.83%                   | 11 | -36,514 | -39.66%            | 92,088             |  |  |  |
| Louisiana     | 7   | không có phiếu phổ thông | không có phiếu phổ thông | 7   | không có phiếu phổ thông | không có phiếu phổ thông | –  | N/A     | Phiếu không hợp lệ | Phiếu không hợp lệ |  |  |  |
| Maine         | 7   | 67,805                   | 59.07%                   | 7   | 46,992                   | 40.93%                   | –  | 20,813  | 18.14%             | 114,797            |  |  |  |
| Maryland      | 7   | 40,153                   | 55.09%                   | 7   | 32,739                   | 44.91%                   | –  | 7,414   | 10.18%             | 72,892             |  |  |  |
| Massachusetts | 12  | 126,742                  | 72.22%                   | 12  | 48,745                   | 27.78%                   | –  | 77,997  | 44.44%             | 175,490            |  |  |  |
| Michigan      | 8   | 79,149                   | 53.60%                   | 8   | 68,513                   | 46.40%                   | –  | 10,636  | 7.20%              | 147,662            |  |  |  |
| Minnesota     | 4   | 25,055                   | 59.06%                   | 4   | 17,357                   | 40.94%                   | –  | 7,688   | 18.12%             | 42,422             |  |  |  |
| Missouri      | 11  | 72,750                   | 69.72%                   | 11  | 31,596                   | 30.28%                   | –  | 41,154  | 39.44%             | 104,346            |  |  |  |
| Nevada        | 2   | 9,826                    | 59.84%                   | 2   | 6,594                    | 40.16%                   | –  | 3,232   | 19.68%             | 16,420             |  |  |  |
| New Hampshire | 5   | 36,596                   | 52.56%                   | 5   | 33,034                   | 47.44%                   | –  | 3,562   | 5.12%              | 69,630             |  |  |  |
| New Jersey    | 7   | 60,723                   | 47.16%                   | –   | 68,024                   | 52.84%                   | 7  | -7,301  | -5.68%             | 128,747            |  |  |  |
| New York      | 33  | 368,735                  | 50.46%                   | 33  | 361,986                  | 49.54%                   | –  | 6,749   | 0.92%              | 730,721            |  |  |  |
| Ohio          | 21  | 265,654                  | 56.37%                   | 21  | 205,599                  | 43.63%                   | –  | 60,055  | 12.74%             | 471,253            |  |  |  |
| Oregon        | 3   | 9,888                    | 53.90%                   | 3   | 8,457                    | 46.10%                   | –  | 1,431   | 7.80%              | 18,345             |  |  |  |
| Pennsylvania  | 26  | 296,391                  | 51.75%                   | 26  | 276,316                  | 48.25%                   | –  | 20,075  | 3.50%              | 572,707            |  |  |  |
| Rhode Island  | 4   | 13,962                   | 62.24%                   | 4   | 8,470                    | 37.76%                   | –  | 5,492   | 24.48%             | 22,432             |  |  |  |
| Tennessee     | 10  | 30,000                   | 85.71%                   | 10  | 5,000                    | 14.29%                   | –  | 25,000  |                    | 35,000             |  |  |  |
| Vermont       | 5   | 42,420                   | 76.10%                   | 5   | 13,322                   | 23.90%                   | –  | 29,098  | 52.20%             | 55,742             |  |  |  |
| West Virginia | 5   | 23,799                   | 68.24%                   | 5   | 11,078                   | 31.76%                   | –  | 12,721  | 36.48%             | 34,877             |  |  |  |
| Wisconsin     | 8   | 83,458                   | 55.88%                   | 8   | 65,884                   | 44.12%                   | –  | 17,574  | 11.80%             | 149,342            |  |  |  |
| TỔNG CỘNG:    | 233 | 2,211,317                | 55.03%                   | 212 | 1,806,227                | 44.93%                   | 21 | 405,090 | 10.10%             | 4,018,202          |  |  |  |
|               |     |                          |                          |     |                          |                          |    |         |                    |                    |  |  |  |

### Tiểu bang sít sao
Các bang màu đỏ đã giành được bởi Abraham Lincoln; các bang màu xanh lam đã giành được bởi George B. McClellan.
Bang có tỷ lệ chiến thắng dưới 1% (33 phiếu đại cử tri):
1. New York 0,92% (6.749 phiếu bầu)

Các bang có tỷ lệ chiến thắng dưới 5% (35 phiếu đại cử tri):
1. Connecticut 2,76% (2.405 phiếu bầu)
2. Pennsylvania 3,50% (20.075 phiếu bầu)
3. Delaware 3,62% (612 phiếu bầu)

Các bang có tỷ lệ chiến thắng dưới 10% (65 phiếu đại cử tri):
1. New Hampshire 5,12% (3.562 phiếu bầu)
2. New Jersey 5,68% (7.301 phiếu bầu)
3. Indiana 7,19% (20.189 phiếu bầu)
4. Michigan 7,20% (10.636 phiếu bầu)
5. Oregon 7,8% (1.431 phiếu bầu)
6. Illinois 8,8% (30.788 phiếu bầu)